# Équipe d'Algérie de football en 2019
Maillots
Actualités
En 2019, l'équipe d'Algérie de football participe aux CAN 2019 , CAN 2021 et à la Coupe d'Afrique 2019. Les guerriers du désert ont remporté la CAN 2019 contre l'équipe du Sénégal sur le score de 1-0, but inscrit par Bounedjah à la 2ème minute du match décrochant ainsi sa deuxième étoile après celle de 1990.

## Déroulement de la saison

### Objectifs
L'objectif principal pour cette saison 2019, fixé par la Fédération algérienne de football, est de préparer à la Coupe d'Afrique des nations en Égypte et de faire partie du dernier carré de la compétition.

Cet objectif est atteint le 11 juillet 2019 avec la victoire contre la Côte d'Ivoire après une séance de tirs au but (3-4) pour les verts en quarts de finale.

### Résumé de la saison
Cette page résume les rencontres et les résultats de l'équipe nationale algérienne de football en 2019.

Cette année, l'Algérie participait à la Coupe d'Afrique des nations 2019. Le premier match était le dernier tour de Qualifications à la Coupe d'Afrique contre la Gambie. Il s'est soldé par un match nul (1-1), marquant l'unique but de Mehdi Abeid. mettre fin aux qualifications en tête avec 11 points. La préparation de la CAN 2019 commence par trois matchs amicaux : le premier à la fin du mois de mars, qui s'est terminé par une victoire pour les Fennecs (1-0) contre la Tunisie avec un but de Baghdad Bounedjah sur pénalty, les deux autres matchs seront déterminés par la FAF après avoir fait un tirage au sort pour la Coupe d'Afrique des nations 2019. Après qu'il devait assister à l'équipe nationale en préparation de la Coupe d'Afrique des Nations aux EAU, le sélectionneur s'est retiré et a choisi le Qatar en raison de la préparation de ses rivaux burundais et malien, l'Algérie avant la Coupe d'Afrique. Le premier match contre le Burundi s'est soldé par un match nul (1-1) et Baghdad Bounedjah a marqué le but de l'Algérie après une passe décisive de Youcef Belaïli. L'entraîneur Djamel Belmadi a décidé de remplacer Haris Belkebla par Andy Delort. Le 16 juin, lors du dernier match avant de se rendre en Égypte contre le Mali, l'Algérie avait gagné 3 à 2 et le nouvel attaquant Andy Delort marquait le troisième but.

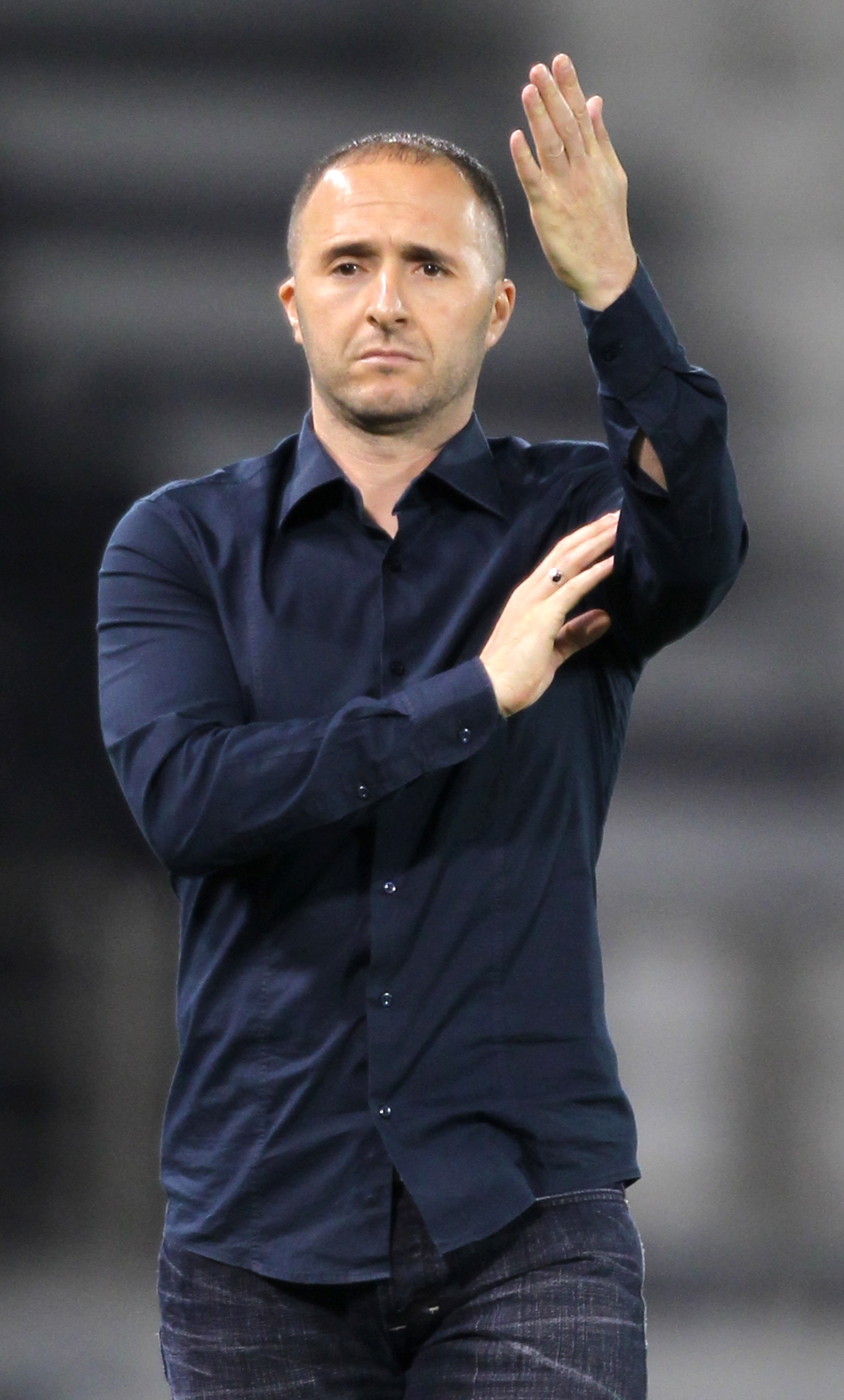
Djamel Belmadi meilleur entraîneur à la CAN 2019.

Avec le début de la Coupe d'Afrique, l'équipe nationale algérienne a réussi à atteindre le total des neuf points du groupe C pour la première fois depuis 1990 en Algérie sans marquer aucun but. Les trois premiers points ont été le Kenya par (2-0) converti à Baghdad Bounedjah après 34 minutes de Caire après une faute nette de Youcef Atal. puis Riyad Mahrez a doublé l'avantage avec une frappe effacée de la coupe d'Ismaël Bennacer deux minutes avant la mi-temps. Avec cet objectif, Riyad Mahrez est devenu le premier Algérien à marquer en trois Coupe d'Afrique des nations de football consécutifs, 2015, 2017 et 2019. Dans le deuxième match, l'Algérie affronte le Sénégal dans une bataille pour la première place, Youcef Belaïli a marqué le seul but du match, du centre de Sofiane Feghouli, pour décrocher une place en Coupe d'Afrique des Nations les 16 derniers, Ismaël Bennacer a également remporté l'homme du Match pour la deuxième fois consécutive. Lors de son dernier match contre la Tanzanie, Djamel Belmadi a transformé l'équipe entière à l'exception de M'Bolhi et de Bennacer, et ce qu'ils ont remporté avec trois buts. Le premier but a été marqué par Islam Slimani après une passe décisive d'Adam Ounas, après laquelle Slimani a couru deux bonnes passes à Ounas le dernier avec la fin du match remporté Homme du match.
L'Algérie a poursuivi sur sa lancée en s'imposant (3-0) face à la Guinée en huitièmes de finale, Youcef Belaïli a marqué après un beau doublé avec Baghdad Bounedjah, en seconde période, Riyad Mahrez a inscrit le deuxième but avec un moment de qualité, avant le remplaçant Adam Ounas qui a ajouté le troisième but après une belle passe de Youcef Atal. mais s'est battu plus fort contre la Côte d'Ivoire, tenant (1-1) après 120e minute avant de vaincre les Ivoiriens (4-3) aux tirs au but, Serey Dié a raté le dernier tir de la Côte d'Ivoire, ce match a blessé Youcef Atal et rater le reste des matchs en Coupe d'Afrique. Les Algériens ont ensuite réalisé une performance exceptionnelle en battant la puissance africaine, le Nigeria (2-1) avec un but de dernière minute (90+5') de Riyad Mahrez sur un coup franc pour atteindre leur première finale à l'extérieur après celle en 1990.

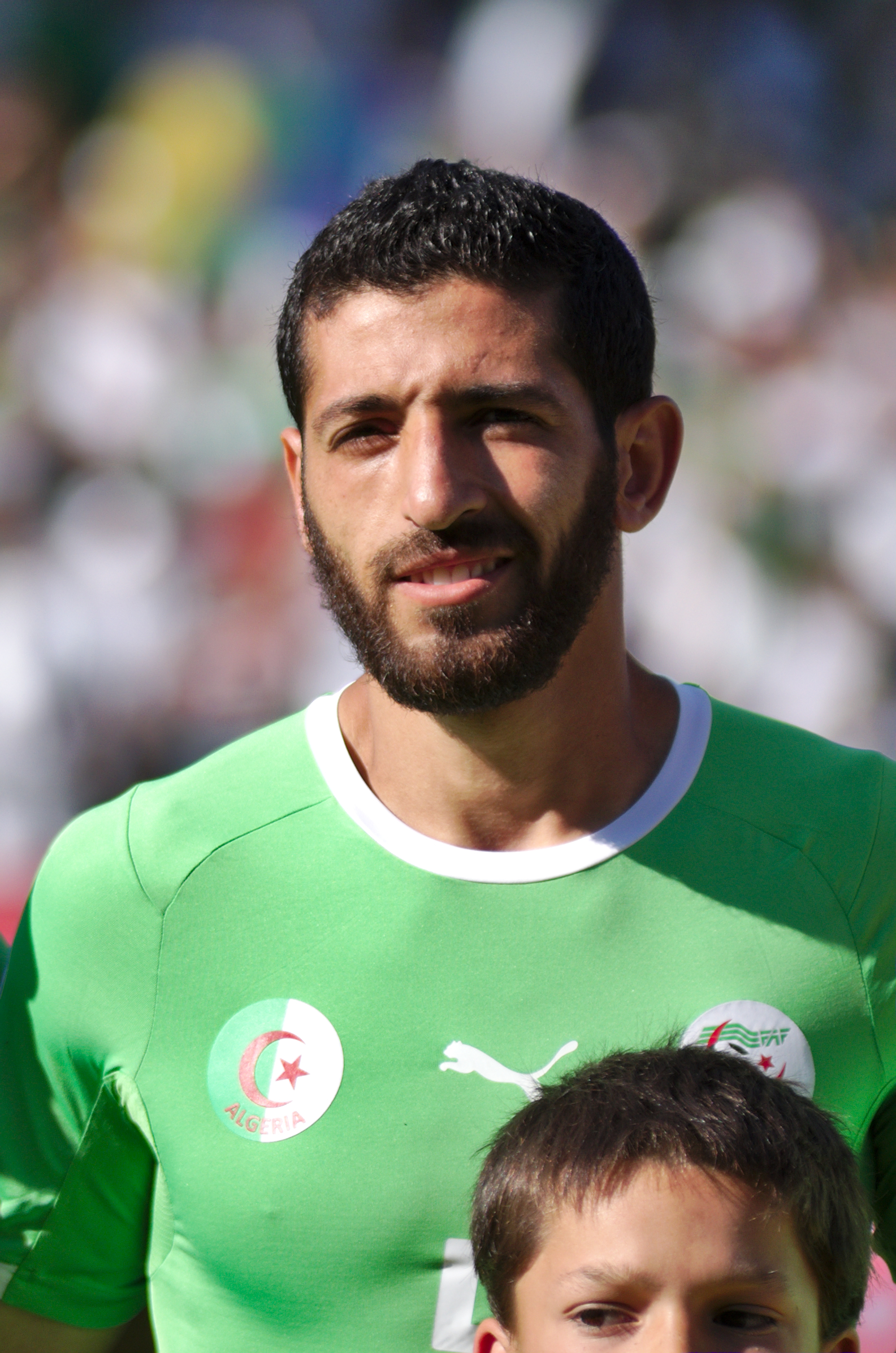
Rafik Halliche a passé 11 ans en équipe nationale.

Le 19 juillet 2019, la finale de la CAN oppose donc l'Algérie au Sénégal, deux équipes qui se sont affrontées lors de la phase de groupes (victoire des Verts 1-0). Le match débute de manière folle et surprenante grâce au but de Baghdad Bounedjah 72 secondes après le coup d'envoi. En effet, la frappe du joueur du club qatari d'Al Sadd SC est contrée par le défenseur sénégalais Salif Sané (qui remplace le titulaire habituel Kalidou Koulibaly, suspendu), lobe le gardien Alfred Gomis et vient se loger dans le petit filet du but sénégalais (2e, 1-0). Les Lions de la Téranga ne s'avouent pas vaincus et dominent la suite du match. Vers l'heure de jeu, l'attaquant sénégalais Ismaïla Sarr tente un centre qui sera ensuite contré par le bras d'Adlène Guedioura : l’arbitre indique le point de penalty (60e, 1-0). Cependant, la faute n'est pas aussi flagrante, alors l'arbitre camerounais Sidi Alioum vient consulter les images du VAR au bord du terrain : le penalty est finalement refusé, l'arbitre estimant que le bras d'Adlène Guedioura était collé à son corps et que le mouvement était involontaire (62e, 1-0). Malgré plusieurs actions sénégalaises en fin de match, les Algériens tiennent bon et remportent la deuxième Coupe d'Afrique des nations de leur histoire, la première à l'extérieur.
Après avoir remporté la Coupe d'Afrique, l'Algérie a joué le 9 septembre 2019 au Stade du 5-Juillet-1962 un match amical face au Bénin (1-0), c'est finalement sur penalty obtenu par Yacine Brahimi et converti par Islam Slimani, que les Verts ont offert une victoire pour la dernière de Rafik Halliche qui a passé 11 ans en EN.
Dans le cadre des dates FIFA du 7 au 15 octobre 2019, La Fédération algérienne de football (FAF) a programmé deux rencontres amicales, l’équipe nationale a affronté le jeudi 10 octobre 2019 au Stade Mustapha Tchaker de Blida la sélection de la République Démocratique du Congo, dans ce match, l'Algérie avec une équipe largement remaniée a été tenue en échec (1-1), Les Verts après dix très bonnes minutes avec un but de Islam Slimani dès la 6e minute, ont fléchi et Cédric Bakambu a égalisé grâce à une passivité coupable de l'axe central de la défense. En seconde période, malgré une possession en nette progression, avec l'incorporation des "titulaires" habituels, les Verts n'ont pas concrétisé leurs attaques et sont restés sous la menace d'un contre des Léopards, et ce jour-là, c'était la première sélection de Ilyes Chetti avec les Fennecs. Et le mardi 15 octobre 2019, un deuxième match contre la sélection Colombienne au stade Pierre-Mauroy, à Lille, en France, et dans ce match l'Algérie a battu la Colombie sur un score sans appel de (3-0), avec trois superbes buts inscrits par Baghdad Bounedjah sur une très belle frappe et un beau doublé de Riyad Mahrez.
Pour rappel, ces deux rencontres s’inscrivent dans la préparation de l’équipe nationale en éliminatoires de la CAN 2021.
Et dans le cadre du dernier stage de l'année 2019, les verts en éliminatoires de la CAN 2021 ont tombé dans le groupe H formé de la Zambie, Zimbabwe et Botswana. Ils débutent sa course pour se qualifier en jouant deux matchs face au Zambie à domicile et Botswana à Gaborone.
Le jeudi 14 novembre 2019 au Stade Mustapha Tchaker de Blida, les fennecs ont joué contre les Aigle pour la 1re journée des qualifications, le match est terminé par un score lourd de (5-0).
Et dans ce match là et après une première mi temps peu convaincante, les Verts ont tout de même ouvert le score à la 44e après une belle action de Riyad Mahrez repoussé en corner, que Youcef Belaïli tire en trouvant la tête de Ramy Bensebaini. Les Verts, avec une possession stérile, peuvent s'estimer heureux de ce (1-0) à la mi-temps, car les Zambiens se sont montrés très rapides en contre et souvent dangereux. En seconde période après 20 minutes du jeu, les Verts mettent le pied au plancher et c'est Youcef Belaïli qui s'infiltre avant de se faire descendre dans la surface, l'Oranais est en feu ce soir. Riyad Mahrez donne le ballon à Baghdad Bounedjah qui convertit le penalty à la 68e. Sept minutes plus tard, c'est le chef-d'œuvre de ce match, une passe de Youcef Atal trouve Youcef Belaïli à l'entrée de la surface, l’attaquant brosse son ballon qui se loge dans la lucarne de Nsabata. Youcef Belaïli impliqué dans les trois premiers buts algériens et sans aucun doute homme du match cède sa place à El Arabi Hilal Soudani à la 80e à qui il faut que cinq petites minutes pour retrouver le chemin de but avec les Verts. Enfin, en toute fin de match, le capitaine Riyad Mahrez distille un passe millimétré à Baghdad Bounedjah qui pique sa belle pour un très joli but et un doublé dans ce match. Depuis 2016, l'EN n'avait plus gagné sur un tel score et les champions d'Afrique ont tenu leur rang. Et pour la 2e journée des qualifications face au Botswana, le match a été joué au Botswana National Stadium à Gaborone et l'Algérie s'impose dans des conditions très difficiles (1-0).
Dès l'entame de match, le terrain à la limite du praticable annihile toute tentative de jeu des Verts malgré une possession de tout instant, les transitions du milieu algérien sont bien contrôlées par les Zèbres. Il faut la ruse de Youcef Belaïli qui s'essaye a deux fois en tentant le corner direct, la seconde fois c'est dedans et l'Algérie prend les commandes. S'en suivra un combat physique à la limites du raisonnable avec des fautes non sifflés, du houra football avec des dégagements à tout va, mais les Verts dans ce contexte ont fait le travail et ce genre de match regorge d'enseignement pour savoir gagner à l'extérieur en Afrique, et pour cela les Verts n'ont perdu aucun matchs dans cette année et ils étaient invaincus en 18 matches.

Cette année 2019 voit les premières sélections de Oussama Darfalou, Zakaria Naidji, Victor Lekhal, Alexandre Oukidja, Andy Delort et Haris Belkebla.

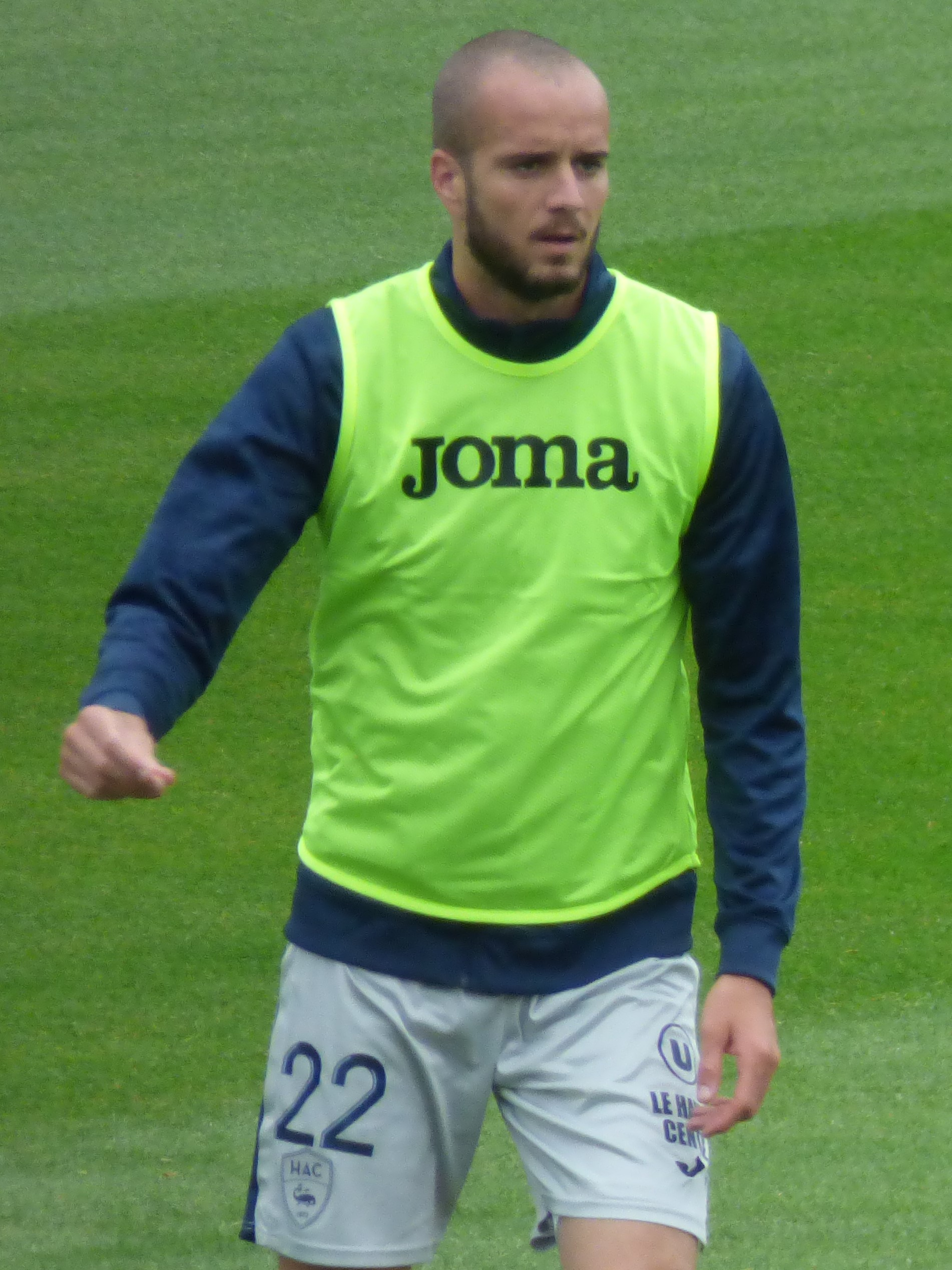
Victor Lekhal
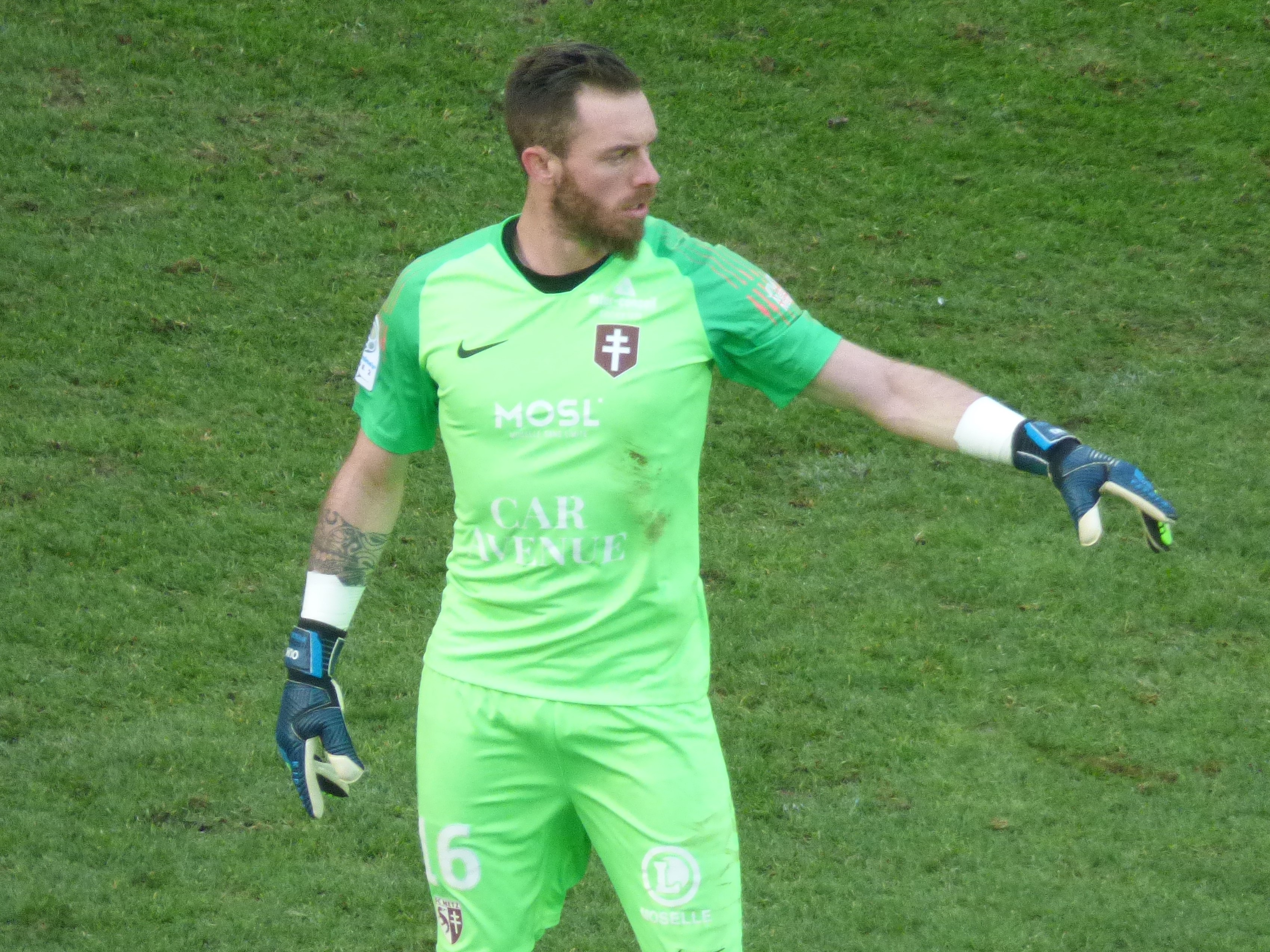
Alexandre Oukidja
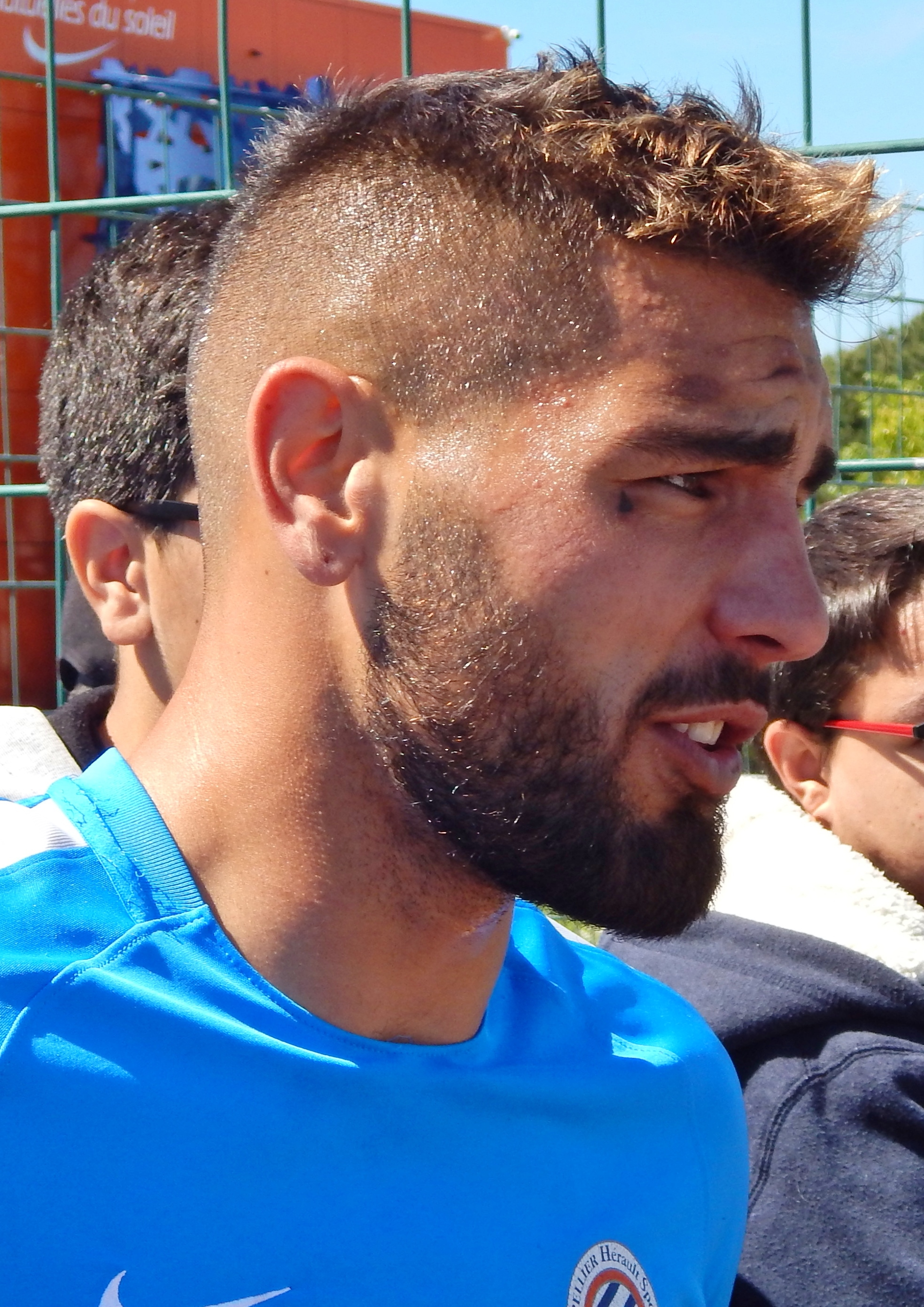
Andy Delort
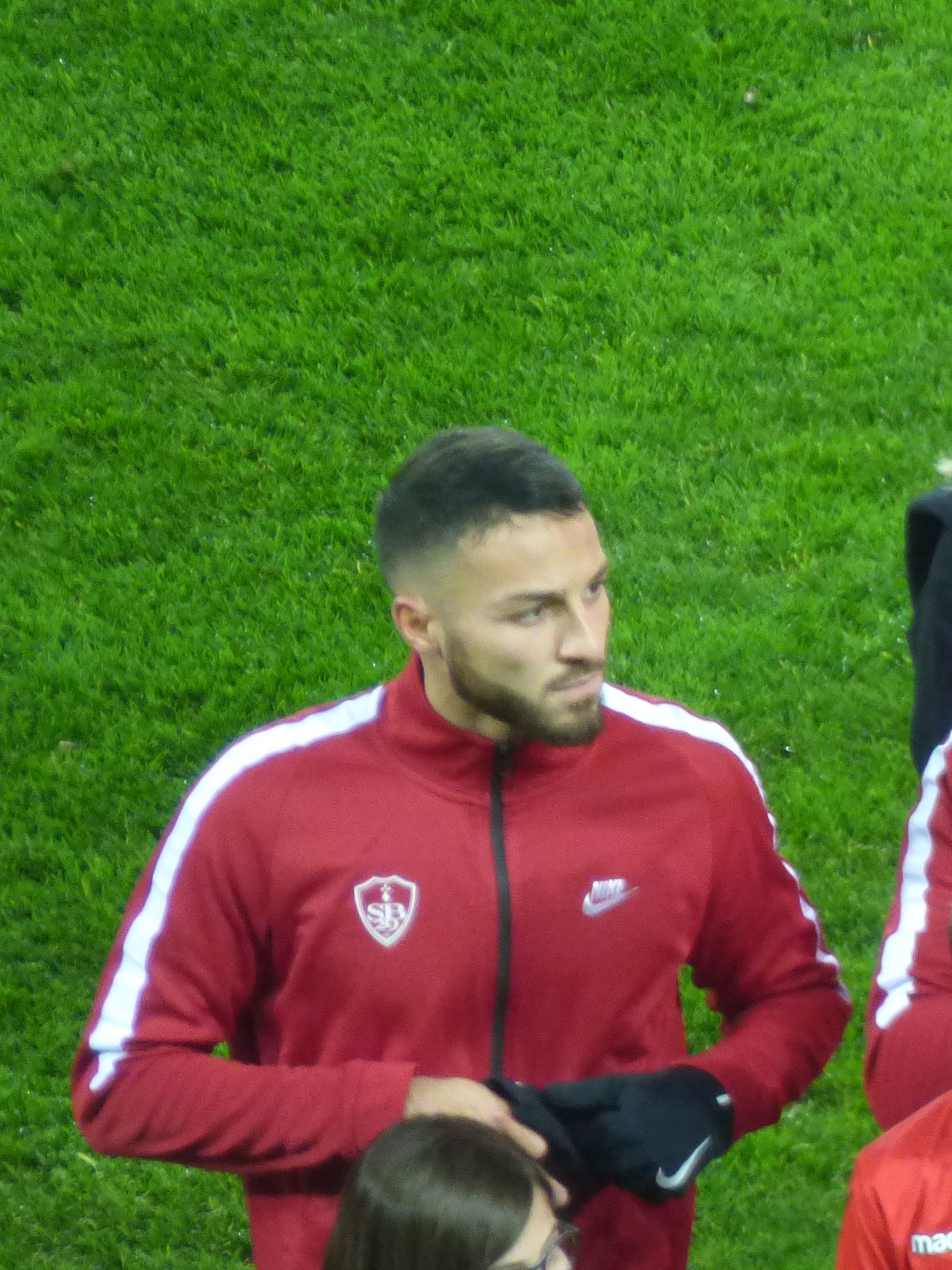
Haris Belkebla

### Classement FIFA 2019
Le tableau ci-dessous présente les coefficients mensuels de l'équipe d'Algérie publiés par la FIFA durant l'année 2019.
| Mois | Janvier | Février | Mars | Avril | Mai | Juin | Juillet | Août | Septembre | Octobre | Novembre | Décembre |
| Rang | 67      | 69      | 69   | 70    | 70  | 68   | 40      | 40   | 38        | 38      | 35       | 35       |

### Classement de la CAF
Le tableau ci-dessous présente les coefficients mensuels de l'équipe d'Algérie dans la CAF publiés par la FIFA durant l'année 2019.
| Mois | Janvier | Février | Mars | Avril | Mai | Juin | Juillet | Août | Septembre | Octobre | Novembre | Décembre |
| Rang | 13      | 13      | 13   | 13    | 13  | 11   | 4       | 4    | 4         | 4       | 4        | 4        |

### Bilan
| Rang | Équipe  | Pts | J  | G  | N | P | Bp | Bc | Diff |
| ---- | ------- | --- | -- | -- | - | - | -- | -- | ---- |
| #    | Algérie | 40  | 16 | 12 | 4 | 0 | 30 | 7  | +23  |

## Joueurs et encadrement

### Appelés récemment
Les joueurs suivants ne font pas partie du dernier groupe appelé mais ont été retenus en équipe nationale lors des 12 derniers mois.
Les joueurs qui comportent le signe , sont blessés au moment de la dernière convocation, et qui comportent le signe RET sont retraité.
| Pos.       | Nom                | Date de Naissance | Sél. | Buts | Club               | Dernier appel                |
| ---------- | ------------------ | ----------------- | ---- | ---- | ------------------ | ---------------------------- |
| G          | Moustapha Zeghba   | 21 novembre 1990  | 1    | 0    | Al Wehda Club      | vs Gambie, 22 mars 2019      |
| G          | Gaya Merbah        | 22 juillet 1994   | 0    | 0    | CR Belouizdad      | vs Tunisie, 26 mars 2019     |
| Défenseurs |                    |                   |      |      |                    |                              |
| D          | Haithem Loucif     | 8 juillet 1996    | 2    | 0    | Angers SCO         | vs Gambie, 22 mars 2019      |
| D          | Mohamed Farès      | 15 février 1996   | 9    | 0    | SPAL 2013          | CAN 2019                     |
| D          | Mehdi Zeffane      | 19 mai 1992       | 15   | 0    | Sans Club          | CAN 2019                     |
| D          | Rafik Halliche RET | 2 septembre 1986  | 41   | 3    | Moreirense FC      | vs Bénin, 9 septembre 2019   |
| D          | Hocine Benayada    | 8 août 1992       | 0    | 0    | CS Constantine     | vs Bénin, 9 septembre 2019   |
| D          | Ilias Hassani      | 8 novembre 1995   | 3    | 0    | Arda Kardjali      | vs Colombie, 15 octobre 2019 |
| D          | Ilyes Chetti       | 22 janvier 1995   | 2    | 0    | ES Tunis           | vs Colombie, 15 octobre 2019 |
| Milieux    |                    |                   |      |      |                    |                              |
| M          | Victor Lekhal      | 27 février 1994   | 1    | 0    | Le Havre AC        | vs Tunisie, 26 mars 2019     |
| M          | Saphir Taïder      | 29 février 1992   | 46   | 5    | Impact de Montréal | vs Tunisie, 26 mars 2019     |
| M          | M. Benkhemassa     | 28 juin 1993      | 4    | 0    | Málaga CF          | vs Tunisie, 26 mars 2019     |
| M          | Adam Ounas         | 11 novembre 1996  | 9    | 3    | OGC Nice           | CAN 2019                     |
| M          | Hicham Boudaoui    | 23 septembre 1999 | 6    | 0    | OGC Nice           | vs Colombie, 15 octobre 2019 |
| M          | Zinedine Ferhat    | 1er mars 1993     | 10   | 0    | Nîmes Olympique    | vs Colombie, 15 octobre 2019 |
| M          | Saïd Benrahma      | 10 août 1995      | 3    | 0    | Brentford FC       | vs Colombie, 15 octobre 2019 |
| M          | Yacine Brahimi     | 8 février 1990    | 52   | 11   | Al-Rayyan SC       | vs Colombie, 15 octobre 2019 |
| Attaquants |                    |                   |      |      |                    |                              |
| A          | Zakaria Naidji     | 19 janvier 1995   | 1    | 0    | Gil Vicente FC     | vs Tunisie, 26 mars 2019     |
| A          | Oussama Darfalou   | 29 septembre 1993 | 1    | 0    | Vitesse Arnhem     | vs Tunisie, 26 mars 2019     |

## Matchs
| Date             | Stade, Ville, Pays                            | Adversaire    | Score          | Compétition | Buteurs algériens :                                                | Classement Fifa |
| ---------------- | --------------------------------------------- | ------------- | -------------- | ----------- | ------------------------------------------------------------------ | --------------- |
| 22 mars 2019     | Stade Mustapha Tchaker Blida, Algérie         | Gambie        | 1 - 1          | QCAN 2019   | Abeid 42e                                                          | 69e             |
| 26 mars 2019     | Stade Mustapha Tchaker Blida, Algérie         | Tunisie       | 1 - 0          | A           | Bounedjah 70e (pen.)                                               | 69e             |
| 11 juin 2019     | Stade Jassim Bin Hamad Doha, Qatar            | Burundi       | 1 - 1          | A           | Bounedjah 67e                                                      | 70e             |
| 16 juin 2019     | Stade Jassim Bin Hamad Doha, Qatar            | Mali          | 3 - 2          | A           | Bounedjah 40e, Belaïli 70e (pen.), Delort 80e                      | 68e             |
| 23 juin 2019     | Stade du 30 Juin Le Caire, Égypte             | Kenya         | 2 - 0          | CAN 2019    | Bounedjah 34e (pen.), Mahrez 40e                                   | 68e             |
| 27 juin 2019     | Stade du 30 Juin Le Caire, Égypte             | Sénégal       | 0 - 1          | CAN 2019    | Belaïli 49e                                                        | 68e             |
| 1er juillet 2019 | Stade Al Salam Le Caire, Égypte               | Tanzanie      | 0 - 3          | CAN 2019    | Slimani 35e, Ounas 39e 45+1e                                       | 68e             |
| 7 juillet 2019   | Stade du 30 Juin Le Caire, Égypte             | Guinée        | 3 - 0          | CAN 2019    | Belaïli 24e, Mahrez 56e, Ounas 82e                                 | 68e             |
| 11 juillet 2019  | Stade de Suez Suez, Égypte                    | Côte d'Ivoire | 1 - 1 (3-4)tab | CAN 2019    | Feghouli 20e                                                       | 68e             |
| 14 juillet 2019  | Stade international du Caire Le Caire, Égypte | Nigeria       | 2 - 1          | CAN 2019    | Troost-Ekong 40e (csc), Mahrez 90+5e (c.f)                         | 68e             |
| 19 juillet 2019  | Stade international du Caire Le Caire, Égypte | Sénégal       | 0 - 1          | CAN 2019    | Bounedjah 2e                                                       | 68e             |
| 9 septembre 2019 | Stade du 5-Juillet-1962 Alger, Algérie        | Bénin         | 1 - 0          | A           | Slimani 71e (pen.)                                                 | 40e             |
| 10 octobre 2019  | Stade Mustapha Tchaker Blida, Algérie         | RD Congo      | 1 - 1          | A           | Slimani 6e                                                         | 38e             |
| 15 octobre 2019  | Stade Pierre-Mauroy Lille, France             | Colombie      | 0 - 3          | A           | Bounedjah 15e, Mahrez 20e 65e                                      | 38e             |
| 14 novembre 2019 | Stade Mustapha Tchaker Blida, Algérie         | Zambie        | 5 - 0          | QCAN 2021   | Bensebaini 44e, Bounedjah 68e (pen.) 89e, Belaïli 75e, Soudani 85e | 38e             |
| 18 novembre 2019 | Botswana National Stadium Gaborone, Botswana  | Botswana      | 0 - 1          | QCAN 2021   | Belaïli 14e (c.c)                                                  | 38e             |

Légende:A : Match amical / QCAN 2019 : Qualifications à la Coupe d'Afrique des nations de football 2019 / CAN 2019 : Coupe d'Afrique des nations de football 2019 / QCAN 2021 : Qualifications à la Coupe d'Afrique des nations de football 2021

## Qualifications à la Coupe d'Afrique 2019

### Groupe D
| Rang | Équipe  | Pts | J | G | N | P | Bp | Bc | Diff |  | Résultats (▼ dom., ► ext.) |     |     |     |     |
| ---- | ------- | --- | - | - | - | - | -- | -- | ---- |  | -------------------------- | --- | --- | --- | --- |
| 1    | Algérie | 11  | 6 | 3 | 2 | 1 | 9  | 4  | +5   |  | Algérie                    |     | 2-0 | 1-1 | 1-0 |
| 2    | Bénin   | 10  | 6 | 3 | 1 | 2 | 5  | 6  | -1   |  | Bénin                      | 1-0 |     | 1-0 | 2-1 |
| 3    | Gambie  | 6   | 6 | 1 | 3 | 2 | 6  | 6  | 0    |  | Gambie                     | 1-1 | 3-1 |     | 0-1 |
| 4    | Togo    | 5   | 6 | 1 | 2 | 3 | 5  | 8  | -3   |  | Togo                       | 1-4 | 0-0 | 1-1 |     |

| Titulaires : |  |
| |  |
| 1 • Azzedine Doukha · 5 • Rafik Halliche · 3 • Ayoub Abdellaoui · 15 • Haithem Loucif 90+1e · 6 • Mohamed Fares · 19 • Mehdi Abeid · 13 • Hicham Boudaoui 68e · 22 • Ismaël Bennacer · 11 • Adam Ounas 32e · 18 • Youcef Belaïli · 9 • Oussama Darfalou 63e · |  |
| Remplaçants : |  |
| 14 • Zakaria Naidji 63e · 23 • Mohammed Benkhemassa 68e · 4 • Ilias Hassani 90+1e · |  |
| Sélectionneur : |  |
| Djamel Belmadi |  |

| Titulaires : |  |
| |  |
| 1 • Modou Jobe · 5 • Omar Colley · 2 • Simon Richter · 7 • Ibou Omar Touray · 12 • Mamadou Danso · 3 • Bubacarr Sanneh 52e · 15 • Ebrima Sohna 80e · 4 • Dawda Ngum 63e · 8 • Ebou Adams · 20 • Adama Jammeh · 11 • Nuha Marong · |  |
| Remplaçants : |  |
| 21 • Bubacarr Jobe 52e · 10 • Modou Barrow 63e · 19 • Ebrima Colley 80e · |  |
| Sélectionneur : |  |
| Tom Saintfiet |  |

| Titulaires : |  |
| |  |
| 1 • Azzedine Doukha · 5 • Rafik Halliche · 3 • Ayoub Abdellaoui · 15 • Haithem Loucif 90+1e · 6 • Mohamed Fares · 19 • Mehdi Abeid · 13 • Hicham Boudaoui 68e · 22 • Ismaël Bennacer · 11 • Adam Ounas 32e · 18 • Youcef Belaïli · 9 • Oussama Darfalou 63e · |  |
| Remplaçants : |  |
| 14 • Zakaria Naidji 63e · 23 • Mohammed Benkhemassa 68e · 4 • Ilias Hassani 90+1e · |  |
| Sélectionneur : |  |
| Djamel Belmadi |  |

| Titulaires : |  |
| |  |
| 1 • Modou Jobe · 5 • Omar Colley · 2 • Simon Richter · 7 • Ibou Omar Touray · 12 • Mamadou Danso · 3 • Bubacarr Sanneh 52e · 15 • Ebrima Sohna 80e · 4 • Dawda Ngum 63e · 8 • Ebou Adams · 20 • Adama Jammeh · 11 • Nuha Marong · |  |
| Remplaçants : |  |
| 21 • Bubacarr Jobe 52e · 10 • Modou Barrow 63e · 19 • Ebrima Colley 80e · |  |
| Sélectionneur : |  |
| Tom Saintfiet |  |

## Matchs de préparation
| Titulaires : |  |
| |  |
| 16 • Alexandre Oukidja · 2 • Aïssa Mandi · 20 • Djamel Benlamri · 4 • Youcef Atal · 21 • Ramy Bensebaini · 12 • Victor Lekhal 12e · 10 • Sofiane Feghouli 90+3e · 8 • Saphir Taïder · 17 • Saïd Benrahma 75e · 7 • Riyad Mahrez · 9 • Baghdad Bounedjah 42e · |  |
| Remplaçants : |  |
| 19 • Mehdi Abeid 12e 66e · 11 • Adam Ounas 66e · 18 • Mohammed Benkhemassa 75e · |  |
| Sélectionneur : |  |
| Djamel Belmadi |  |

| Titulaires : |  |
| |  |
| 1 • Farouk Ben Mustapha · 2 • Syam Ben Youssef · 4 • Yassine Meriah · 6 • Rami Bedoui · 5 • Oussama Haddadi · 8 • Bilel Saidani · 17 • Mohamed Dräger 71e · 13 • Ferjani Sassi 59e · 23 • Naïm Sliti 43e · 19 • Saîf-Eddine Khaoui 34e 57e · 21 • Firas Chaouat 85e · |  |
| Remplaçants : |  |
| 7 • Youssef Msakni 43e · 12 • Ali Maaloul 57e · 15 • Larry Azouni 71e · 10 • Yassine Chamakhi 85e · |  |
| Sélectionneur : |  |
| Alain Giresse |  |

| Titulaires : |  |
| |  |
| 16 • Alexandre Oukidja · 2 • Aïssa Mandi · 20 • Djamel Benlamri · 4 • Youcef Atal · 21 • Ramy Bensebaini · 12 • Victor Lekhal 12e · 10 • Sofiane Feghouli 90+3e · 8 • Saphir Taïder · 17 • Saïd Benrahma 75e · 7 • Riyad Mahrez · 9 • Baghdad Bounedjah 42e · |  |
| Remplaçants : |  |
| 19 • Mehdi Abeid 12e 66e · 11 • Adam Ounas 66e · 18 • Mohammed Benkhemassa 75e · |  |
| Sélectionneur : |  |
| Djamel Belmadi |  |

| Titulaires : |  |
| |  |
| 1 • Farouk Ben Mustapha · 2 • Syam Ben Youssef · 4 • Yassine Meriah · 6 • Rami Bedoui · 5 • Oussama Haddadi · 8 • Bilel Saidani · 17 • Mohamed Dräger 71e · 13 • Ferjani Sassi 59e · 23 • Naïm Sliti 43e · 19 • Saîf-Eddine Khaoui 34e 57e · 21 • Firas Chaouat 85e · |  |
| Remplaçants : |  |
| 7 • Youssef Msakni 43e · 12 • Ali Maaloul 57e · 15 • Larry Azouni 71e · 10 • Yassine Chamakhi 85e · |  |
| Sélectionneur : |  |
| Alain Giresse |  |

| Titulaires : |  |
| |  |
| 23 • Raïs M'Bolhi · 2 • Aïssa Mandi · 4 • Djamel Benlamri · 20 • Youcef Atal · 21 • Ramy Bensebaini 68e · 17 • Adlène Guedioura 74e · 10 • Sofiane Feghouli · 11 • Yacine Brahimi 68e · 8 • Youcef Belaïli 68e · 7 • Riyad Mahrez · 9 • Baghdad Bounedjah 74e · |  |
| Remplaçants : |  |
| 6 • Mohamed Farès 68e · 12 • Adam Ounas 68e · 22 • Ismaël Bennacer 68e · 14 • Hicham Boudaoui 74e · 13 • Islam Slimani 74e · |  |
| Sélectionneur : |  |
| Djamel Belmadi |  |

| Titulaires : |  |
| |  |
| 1 • Jonathan Nahimana · 16 • Jospin Nshimirimana · 19 • Frédéric Nsabiyumva · 15 • Omar Moussa · 4 • Pierre Kwizera 26e · 12 • Hussein Shaban 59e · 8 • Gaël Dunayindavyi · 5 • Gaël Bigirimana 88e · 9 • Saido Berahino 75e · 17 • Cédric Amissi · 7 • Fiston Abdul Razak 81e · |  |
| Remplaçants : |  |
| 20 • Francis Moustapha 26e · 21 • Mohamed Amissi 59e · 10 • Shasiri Nahimana 75e · 18 • Laudit Mavugo 81e · 2 • Enock Sabumukama 88e · |  |
| Sélectionneur : |  |
| Olivier Niyungeko |  |

| Titulaires : |  |
| |  |
| 23 • Raïs M'Bolhi · 2 • Aïssa Mandi · 4 • Djamel Benlamri · 20 • Youcef Atal · 21 • Ramy Bensebaini 68e · 17 • Adlène Guedioura 74e · 10 • Sofiane Feghouli · 11 • Yacine Brahimi 68e · 8 • Youcef Belaïli 68e · 7 • Riyad Mahrez · 9 • Baghdad Bounedjah 74e · |  |
| Remplaçants : |  |
| 6 • Mohamed Farès 68e · 12 • Adam Ounas 68e · 22 • Ismaël Bennacer 68e · 14 • Hicham Boudaoui 74e · 13 • Islam Slimani 74e · |  |
| Sélectionneur : |  |
| Djamel Belmadi |  |

| Titulaires : |  |
| |  |
| 1 • Jonathan Nahimana · 16 • Jospin Nshimirimana · 19 • Frédéric Nsabiyumva · 15 • Omar Moussa · 4 • Pierre Kwizera 26e · 12 • Hussein Shaban 59e · 8 • Gaël Dunayindavyi · 5 • Gaël Bigirimana 88e · 9 • Saido Berahino 75e · 17 • Cédric Amissi · 7 • Fiston Abdul Razak 81e · |  |
| Remplaçants : |  |
| 20 • Francis Moustapha 26e · 21 • Mohamed Amissi 59e · 10 • Shasiri Nahimana 75e · 18 • Laudit Mavugo 81e · 2 • Enock Sabumukama 88e · |  |
| Sélectionneur : |  |
| Olivier Niyungeko |  |

| Titulaires : |  |
| |  |
| 23 • Raïs M'Bolhi · 2 • Aïssa Mandi · 4 • Djamel Benlamri · 20 • Youcef Atal · 6 • Mohamed Farès 75e · 19 • Mehdi Abeid 61e · 22 • Ismaël Bennacer 66e · 10 • Sofiane Feghouli · 8 • Youcef Belaïli · 11 • Yacine Brahimi 75e · 9 • Baghdad Bounedjah · |  |
| Remplaçants : |  |
| 7 • Riyad Mahrez 61e · 17 • Adlène Guedioura 66e · 15 • Andy Delort 75e · 21 • Ramy Bensebaini 75e · |  |
| Sélectionneur : |  |
| Djamel Belmadi |  |

| Titulaires : |  |
| |  |
| 1 • Ibrahim Mounkoro 2 • Hamari Traoré 6 • Massadio Haïdara 15 • Mamadou Fofana 13 • Molla Wagué 17 • Falaye Sacko 19 • Moussa Djenepo 4 • Amadou Haidara 23 • Abdoulaye Diaby 14 • Adama Traoré 9 • Moussa Marega |  |
| Sélectionneur : |  |
| Mohamed Magassouba |  |

| Titulaires : |  |
| |  |
| 23 • Raïs M'Bolhi · 2 • Aïssa Mandi · 4 • Djamel Benlamri · 20 • Youcef Atal · 6 • Mohamed Farès 75e · 19 • Mehdi Abeid 61e · 22 • Ismaël Bennacer 66e · 10 • Sofiane Feghouli · 8 • Youcef Belaïli · 11 • Yacine Brahimi 75e · 9 • Baghdad Bounedjah · |  |
| Remplaçants : |  |
| 7 • Riyad Mahrez 61e · 17 • Adlène Guedioura 66e · 15 • Andy Delort 75e · 21 • Ramy Bensebaini 75e · |  |
| Sélectionneur : |  |
| Djamel Belmadi |  |

| Titulaires : |  |
| |  |
| 1 • Ibrahim Mounkoro 2 • Hamari Traoré 6 • Massadio Haïdara 15 • Mamadou Fofana 13 • Molla Wagué 17 • Falaye Sacko 19 • Moussa Djenepo 4 • Amadou Haidara 23 • Abdoulaye Diaby 14 • Adama Traoré 9 • Moussa Marega |  |
| Sélectionneur : |  |
| Mohamed Magassouba |  |

## Coupe d'Afrique des nations 2019

### Classements et résultats

#### Phase de poules

##### Groupe C
| Rang | Équipe   | Pts | J | G | N | P | Bp | Bc | Diff |  | Résultats (▼ dom., ► ext.) |     |     |     |     |
| ---- | -------- | --- | - | - | - | - | -- | -- | ---- |  | -------------------------- | --- | --- | --- | --- |
| 1    | Algérie  | 9   | 3 | 3 | 0 | 0 | 6  | 0  | +6   |  | Algérie                    |     | 1-0 | 2-0 | 3-0 |
| 2    | Sénégal  | 6   | 3 | 2 | 0 | 1 | 5  | 1  | +4   |  | Sénégal                    | 0-1 |     | 3-0 | 2-0 |
| 3    | Kenya    | 3   | 3 | 1 | 0 | 2 | 3  | 7  | -4   |  | Kenya                      | 0-2 | 0-3 |     | 3-2 |
| 4    | Tanzanie | 0   | 3 | 0 | 0 | 3 | 2  | 8  | -6   |  | Tanzanie                   | 0-3 | 0-2 | 2-3 |     |

###### Algérie-Kenya
| 1re journée Match 7                                    | Algérie                                       | 2 - 0   | Kenya | Stade du 30 Juin Le Caire, Égypte                                                        |                                                                                          |
| 23 juin 2019 · 21:00 UTC+1 · Historique des rencontres | Bounedjah 34e (pen.) · (Bennacer ) Mahrez 40e | (2 - 0) |       | Spectateurs : 8 071 Diffuseur : ENTV, beIN Sports, Eurosport Arbitrage : Mahamadou Keita | Spectateurs : 8 071 Diffuseur : ENTV, beIN Sports, Eurosport Arbitrage : Mahamadou Keita |
| 23 juin 2019 · 21:00 UTC+1 · Historique des rencontres | Rapport                                       |         |       | Spectateurs : 8 071 Diffuseur : ENTV, beIN Sports, Eurosport Arbitrage : Mahamadou Keita | Spectateurs : 8 071 Diffuseur : ENTV, beIN Sports, Eurosport Arbitrage : Mahamadou Keita |

|  |         |       |
|  | Algérie | Kenya |

| :Algérie        |    |                   |  |     |
|                 |    |                   |  |     |
| Gardien de but  | 23 | Raïs M'Bolhi      |  |     |
|                 | 20 | Youcef Atal       |  |     |
|                 | 4  | Djamel Benlamri   |  |     |
|                 | 2  | Aïssa Mandi       |  |     |
|                 | 21 | Ramy Bensebaini   |  |     |
|                 | 17 | Adlène Guedioura  |  | 70e |
|                 | 22 | Ismaël Bennacer   |  |     |
|                 | 10 | Sofiane Feghouli  |  |     |
|                 | 7  | Riyad Mahrez      |  |     |
|                 | 8  | Youcef Belaïli    |  | 74e |
|                 | 9  | Baghdad Bounedjah |  | 80e |
| Remplaçants :   |    |                   |  |     |
|                 | 19 | Mehdi Abeid       |  | 70e |
|                 | 11 | Yacine Brahimi    |  | 74e |
|                 | 15 | Andy Delort       |  | 80e |
| Sélectionneur : |    |                   |  |     |
| Djamel Belmadi  |    |                   |  |     |

| :Kenya          |    |                     |  |     |
|                 |    |                     |  |     |
| Gardien de but  | 18 | Patrick Matasi      |  |     |
|                 | 2  | Joseph Okumu        |  |     |
|                 | 5  | Musa Mayieko        |  |     |
|                 | 20 | Philemon Otieno     |  | 16e |
|                 | 3  | Aboud Omar          |  | 13e |
|                 | 12 | Victor Wanyama      |  |     |
|                 | 21 | Dennis Odhiambo     |  | 89e |
|                 | 11 | Kahata Nyambura     |  | 46e |
|                 | 10 | Eric Johanna Omondi |  | 71e |
|                 | 7  | Timbe Masika        |  |     |
|                 | 14 | Michael Olunga      |  |     |
| Remplaçants :   |    |                     |  |     |
|                 | 13 | Eric Ouma           |  | 46e |
|                 | 8  | Johanna Omolo       |  | 71e |
|                 | 17 | Ismael Athuman      |  | 89e |
| Sélectionneur : |    |                     |  |     |
| Sébastien Migné |    |                     |  |     |

| Assistants : Aissa Yahya Sidiki Sidibé Quatrième arbitre : Andofetra Rakotojaona Homme du Match : Ismaël Bennacer |

###### Sénégal-Algérie
| 2e journée Match 17                                    | Sénégal | 0 - 1   | Algérie                 | Stade du 30 Juin Le Caire, Égypte                                                        |                                                                                          |
| 27 juin 2019 · 18:00 UTC+1 · Historique des rencontres |         | (0 - 0) | 49e Belaïli (Feghouli ) | Spectateurs : 25,765 Diffuseur : ENTV, beIN Sports, Fox Sports Arbitrage : Janny Sikazwe | Spectateurs : 25,765 Diffuseur : ENTV, beIN Sports, Fox Sports Arbitrage : Janny Sikazwe |
| 27 juin 2019 · 18:00 UTC+1 · Historique des rencontres | Rapport |         |                         | Spectateurs : 25,765 Diffuseur : ENTV, beIN Sports, Fox Sports Arbitrage : Janny Sikazwe | Spectateurs : 25,765 Diffuseur : ENTV, beIN Sports, Fox Sports Arbitrage : Janny Sikazwe |

|  |         |         |
|  | Sénégal | Algérie |

| :Sénégal        |    |                     |     |     |
|                 |    |                     |     |     |
| Gardien de but  | 16 | Édouard Mendy       |     |     |
|                 | 22 | Moussa Wagué        |     |     |
|                 | 3  | Kalidou Koulibaly   |     |     |
|                 | 8  | Cheikhou Kouyate    | 16e |     |
|                 | 12 | Youssouf Sabaly     |     |     |
|                 | 13 | Alfred N'Diaye      |     | 86e |
|                 | 17 | Pape Alioune Ndiaye |     |     |
|                 | 15 | Krépin Diatta       |     | 73e |
|                 | 11 | Keita Baldé         | 39e | 63e |
|                 | 10 | Sadio Mané          |     |     |
|                 | 9  | M'Baye Niang        |     |     |
| Remplaçants :   |    |                     |     |     |
|                 | 20 | Sada Thioub         |     | 63e |
|                 | 19 | Mbaye Diagne        |     | 73e |
|                 | 14 | Henri Saivet        |     | 86e |
| Sélectionneur : |    |                     |     |     |
| Aliou Cissé     |    |                     |     |     |

| :Algérie        |    |                   |  |     |
|                 |    |                   |  |     |
| Gardien de but  | 23 | Raïs M'Bolhi      |  |     |
|                 | 20 | Youcef Atal       |  | 24e |
|                 | 4  | Djamel Benlamri   |  | 20e |
|                 | 2  | Aïssa Mandi       |  |     |
|                 | 21 | Ramy Bensebaini   |  | 80e |
|                 | 17 | Adlène Guedioura  |  |     |
|                 | 22 | Ismaël Bennacer   |  | 89e |
|                 | 10 | Sofiane Feghouli  |  |     |
|                 | 7  | Riyad Mahrez      |  |     |
|                 | 8  | Youcef Belaïli    |  | 86e |
|                 | 9  | Baghdad Bounedjah |  |     |
| Remplaçants :   |    |                   |  |     |
|                 | 6  | Mohamed Farès     |  | 80e |
|                 | 15 | Andy Delort       |  | 86e |
|                 | 19 | Mehdi Abeid       |  | 89e |
| Sélectionneur : |    |                   |  |     |
| Djamel Belmadi  |    |                   |  |     |

| Assistants : Waleed Ahmed Ali Tesfagiorghis Berhe Quatrième arbitre : Bernard Camille Homme du Match : Ismaël Bennacer |

###### Algérie-Tanzanie
| 3e journée Match 31                                        | Tanzanie | 0 - 3   | Algérie                                                              | Stade Al Salam Le Caire, Égypte                                                                 |                                                                                                 |
| 1er juillet 2019 · 20:00 UTC+1 · Historique des rencontres |          | (0 - 3) | 35e Slimani (Ounas ) · 39e Ounas (Slimani ) · 45+1e Ounas (Slimani ) | Spectateurs : 8,921 Diffuseur : ENTV, beIN Sports, Fox Sports Arbitrage : Andofetra Rakotojaona | Spectateurs : 8,921 Diffuseur : ENTV, beIN Sports, Fox Sports Arbitrage : Andofetra Rakotojaona |
| 1er juillet 2019 · 20:00 UTC+1 · Historique des rencontres | Rapport  |         |                                                                      | Spectateurs : 8,921 Diffuseur : ENTV, beIN Sports, Fox Sports Arbitrage : Andofetra Rakotojaona | Spectateurs : 8,921 Diffuseur : ENTV, beIN Sports, Fox Sports Arbitrage : Andofetra Rakotojaona |

|  |          |         |
|  | Tanzanie | Algérie |

| :Tanzanie        |    |                  |     |     |
|                  |    |                  |     |     |
| Gardien de but   | 13 | Metacha Mnata    |     |     |
|                  | 22 | Hassan Kessy     |     |     |
|                  | 20 | Ally Mtoni       |     |     |
|                  | 6  | David Mwantika   |     | 52e |
|                  | 15 | Mohamed Husseini |     |     |
|                  | 23 | Mudathir Yahya   |     |     |
|                  | 4  | Erasto Nyoni     |     |     |
|                  | 3  | Feisal Salum     |     | 85e |
|                  | 17 | Faridi Mussa     |     | 46e |
|                  | 12 | Simon Msuva      |     |     |
|                  | 10 | Mbwana Samatta   |     |     |
| Remplaçants :    |    |                  |     |     |
|                  | 9  | Adi Yussuf       | 47e | 46e |
|                  | 7  | Himid Mao Mkami  |     | 52e |
|                  | 14 | John Bocco       |     | 85e |
| Sélectionneur :  |    |                  |     |     |
| Emmanuel Amunike |    |                  |     |     |

| :Algérie        |    |                   |  |     |
|                 |    |                   |  |     |
| Gardien de but  | 23 | Raïs M'Bolhi      |  |     |
|                 | 18 | Mehdi Zeffane     |  |     |
|                 | 5  | Rafik Halliche    |  | 76e |
|                 | 3  | Mehdi Tahrat      |  |     |
|                 | 6  | Mohamed Farès     |  |     |
|                 | 19 | Mehdi Abeid       |  | 78e |
|                 | 14 | Hicham Boudaoui   |  | 72e |
|                 | 22 | Ismaël Bennacer   |  | 56e |
|                 | 12 | Adam Ounas        |  | 74e |
|                 | 15 | Andy Delort       |  |     |
|                 | 13 | Islam Slimani     |  |     |
| Remplaçants :   |    |                   |  |     |
|                 | 17 | Adlène Guedioura  |  | 56e |
|                 | 7  | Riyad Mahrez      |  | 74e |
|                 | 9  | Baghdad Bounedjah |  | 78e |
| Sélectionneur : |    |                   |  |     |
| Djamel Belmadi  |    |                   |  |     |

| Assistants : Mahamadou Yahaya Lionel Andrianantenaiana Quatrième arbitre : Eric Otogo-Castane Homme du Match : Adam Ounas |

#### Phase finale

##### Huitième de finale

###### Algérie-Guinée
| Match 42                                                 | Algérie                                                               | 3 - 0   | Guinée | Stade du 30 Juin Le Caire, Égypte                                                        |                                                                                          |
| 7 juillet 2019 · 20:00 UTC+1 · Historique des rencontres | (Bounedjah ) Belaïli 24e · (Bennacer ) Mahrez 56e · (Atal ) Ounas 82e | (1 - 0) |        | Spectateurs : 8,205 Diffuseur : ENTV, beIN Sports, Eurosport Arbitrage : Bernard Camille | Spectateurs : 8,205 Diffuseur : ENTV, beIN Sports, Eurosport Arbitrage : Bernard Camille |
| 7 juillet 2019 · 20:00 UTC+1 · Historique des rencontres | Rapport                                                               |         |        | Spectateurs : 8,205 Diffuseur : ENTV, beIN Sports, Eurosport Arbitrage : Bernard Camille | Spectateurs : 8,205 Diffuseur : ENTV, beIN Sports, Eurosport Arbitrage : Bernard Camille |

|  |         |        |
|  | Algérie | Guinée |

| :Algérie        |    |                      |  |     |
|                 |    |                      |  |     |
| Gardien de but  | 23 | Raïs M'Bolhi         |  |     |
|                 | 20 | Youcef Atal          |  |     |
|                 | 4  | Djamel Benlamri      |  |     |
|                 | 2  | Aïssa Mandi          |  |     |
|                 | 21 | Ramy Bensebaini      |  |     |
|                 | 17 | Adlène Guedioura 13e |  | 82e |
|                 | 22 | Ismaël Bennacer      |  |     |
|                 | 10 | Sofiane Feghouli     |  |     |
|                 | 7  | Riyad Mahrez         |  |     |
|                 | 8  | Youcef Belaïli       |  | 76e |
|                 | 9  | Baghdad Bounedjah    |  | 83e |
| Remplaçants :   |    |                      |  |     |
|                 | 12 | Adam Ounas           |  | 76e |
|                 | 14 | Hicham Boudaoui      |  | 82e |
|                 | 15 | Andy Delort          |  | 83e |
| Sélectionneur : |    |                      |  |     |
| Djamel Belmadi  |    |                      |  |     |

| :Guinée         |    |                    |     |     |
|                 |    |                    |     |     |
| Gardien de but  | 12 | Ibrahim Koné       |     |     |
|                 | 18 | Mikael Dyrestam    |     |     |
|                 | 6  | Simon Falette      |     |     |
|                 | 5  | Ernest Seka        |     |     |
|                 | 3  | Issiaga Sylla      |     |     |
|                 | 7  | Mady Camara        | 6e  |     |
|                 | 13 | Ibrahima Cissé     |     | 68e |
|                 | 4  | Amadou Diawara     |     |     |
|                 | 16 | Ibrahima Traoré    |     |     |
|                 | 9  | José Kanté         | 54e | 56e |
|                 | 2  | Mohamed Yattara    |     | 79e |
| Remplaçants :   |    |                    |     |     |
|                 | 19 | Bengali-Fodé Koita |     | 56e |
|                 | 20 | Alhassane Bangoura |     | 68e |
|                 | 10 | François Kamano    |     | 79e |
| Sélectionneur : |    |                    |     |     |
| Paul Put        |    |                    |     |     |

| Assistants : Evarist Menkouande Mohammed Ibrahim Quatrième arbitre : Louis Hakizimana Homme du Match : Riyad Mahrez |

##### Quart de finale

###### Côte d’Ivoire-Algérie
| Match 47                                                  | Côte d'Ivoire                         | 1 - 1 a. p.          | Algérie                                         | Stade de Suez Suez, Égypte                                                                     |                                                                                                |
| 11 juillet 2019 · 17:00 UTC+1 · Historique des rencontres | (Zaha ) Kodjia 62e                    | (0 - 1, 1- 1, 1 - 1) | 20e Feghouli (Bensebaini )                      | Spectateurs : 8,233 Diffuseur : ENTV, beIN Sports, Eurosport Arbitrage : Bamlak Tessema Weyesa | Spectateurs : 8,233 Diffuseur : ENTV, beIN Sports, Eurosport Arbitrage : Bamlak Tessema Weyesa |
| 11 juillet 2019 · 17:00 UTC+1 · Historique des rencontres | Rapport                               |                      |                                                 | Spectateurs : 8,233 Diffuseur : ENTV, beIN Sports, Eurosport Arbitrage : Bamlak Tessema Weyesa | Spectateurs : 8,233 Diffuseur : ENTV, beIN Sports, Eurosport Arbitrage : Bamlak Tessema Weyesa |
| 11 juillet 2019 · 17:00 UTC+1 · Historique des rencontres | Kessié · Cornet · Bony · Gradel · Die | Tirs au but 3 - 4    | Bensebaini · Slimani · Delort · Ounas · Belaïli | Spectateurs : 8,233 Diffuseur : ENTV, beIN Sports, Eurosport Arbitrage : Bamlak Tessema Weyesa | Spectateurs : 8,233 Diffuseur : ENTV, beIN Sports, Eurosport Arbitrage : Bamlak Tessema Weyesa |

|  |               |         |
|  | Côte d’Ivoire | Algérie |

| :Côte d’Ivoire  |    |                      |      |     |
|                 |    |                      |      |     |
| Gardien de but  | 16 | Sylvain Gbohouo      | 46e  |     |
|                 | 22 | Mamadou Bagayoko     | 43e  |     |
|                 | 6  | Ismaël Traoré        |      |     |
|                 | 5  | Wilfried Kanon       |      | 54e |
|                 | 2  | Wonlo Coulibaly      |      |     |
|                 | 20 | Serey Dié            |      |     |
|                 | 8  | Franck Kessié        | 88e  |     |
|                 | 18 | Ibrahim Sangaré      |      | 78e |
|                 | 15 | Max Gradel           |      |     |
|                 | 9  | Wilfried Zaha        | 29e  | 94e |
|                 | 14 | Jonathan Kodjia      |      | 96e |
| Remplaçants :   |    |                      |      |     |
|                 | 21 | Cheick Comara        | 120e | 54e |
|                 | 4  | Jean-Philippe Gbamin |      | 78e |
|                 | 11 | Maxwel Cornet        |      | 96e |
|                 | 12 | Wilfried Bony        |      | 96e |
| Sélectionneur : |    |                      |      |     |
| Ibrahim Kamara  |    |                      |      |     |

| :Algérie        |    |                   |  |        |
|                 |    |                   |  |        |
| Gardien de but  | 23 | Raïs M'Bolhi      |  |        |
|                 | 20 | Youcef Atal       |  | 30e    |
|                 | 4  | Djamel Benlamri   |  |        |
|                 | 2  | Aïssa Mandi       |  |        |
|                 | 21 | Ramy Bensebaini   |  | 29e    |
|                 | 17 | Adlène Guedioura  |  |        |
|                 | 22 | Ismaël Bennacer   |  | 39e    |
|                 | 10 | Sofiane Feghouli  |  | 120+1e |
|                 | 7  | Riyad Mahrez      |  | 86e    |
|                 | 8  | Youcef Belaïli    |  |        |
|                 | 9  | Baghdad Bounedjah |  | 78e    |
| Remplaçants :   |    |                   |  |        |
|                 | 18 | Mehdi Zeffane     |  | 30e    |
|                 | 13 | Islam Slimani     |  | 78e    |
|                 | 12 | Adam Ounas        |  | 86e    |
|                 | 15 | Andy Delort       |  | 120+1e |
| Sélectionneur : |    |                   |  |        |
| Djamel Belmadi  |    |                   |  |        |

| Assistants : Waleed Ahmed Ali Oliver Safari Quatrième arbitre : Victor Gomes Arbitre vidéo : Bakary Gassama Assistants arbitre vidéo : Pol van Boekel Zakhele Siwela Homme du Match : Sylvain Gbohouo |

##### Demi-finale

###### Algérie-Nigeria
| Match 50                                                  | Algérie                                     | 2 - 1   | Nigeria           | Stade international du Caire Le Caire, Égypte                                            |                                                                                          |
| 14 juillet 2019 · 20:00 UTC+1 · Historique des rencontres | Troost-Ekong 40e (csc) · Mahrez 90+5e (c.f) | (1 - 0) | 72e (pen.) Ighalo | Spectateurs : 49,775 Diffuseur : ENTV, beIN Sports, Eurosport Arbitrage : Bakary Gassama | Spectateurs : 49,775 Diffuseur : ENTV, beIN Sports, Eurosport Arbitrage : Bakary Gassama |
| 14 juillet 2019 · 20:00 UTC+1 · Historique des rencontres | Rapport                                     |         |                   | Spectateurs : 49,775 Diffuseur : ENTV, beIN Sports, Eurosport Arbitrage : Bakary Gassama | Spectateurs : 49,775 Diffuseur : ENTV, beIN Sports, Eurosport Arbitrage : Bakary Gassama |

|  |         |         |
|  | Algérie | Nigeria |

| :Algérie        |    |                   |     |
|                 |    |                   |     |
| Gardien de but  | 23 | Raïs M'Bolhi      |     |
|                 | 18 | Mehdi Zeffane     |     |
|                 | 4  | Djamel Benlamri   |     |
|                 | 2  | Aïssa Mandi       | 71e |
|                 | 21 | Ramy Bensebaini   |     |
|                 | 17 | Adlène Guedioura  |     |
|                 | 22 | Ismaël Bennacer   |     |
|                 | 10 | Sofiane Feghouli  | 68e |
|                 | 7  | Riyad Mahrez      |     |
|                 | 8  | Youcef Belaïli    |     |
|                 | 9  | Baghdad Bounedjah | 52e |
| Remplaçants :   |    |                   |     |
| Sélectionneur : |    |                   |     |
| Djamel Belmadi  |    |                   |     |

| :Nigeria        |    |                      |     |     |
|                 |    |                      |     |     |
| Gardien de but  | 16 | Daniel Akpeyi        |     |     |
|                 | 20 | Chidozie Awaziem     | 88e |     |
|                 | 3  | Jamilu Collins       |     |     |
|                 | 5  | William Troost-Ekong |     |     |
|                 | 22 | Kenneth Omeruo       |     |     |
|                 | 4  | Wilfred Ndidi        |     |     |
|                 | 8  | Peter Etebo          |     |     |
|                 | 18 | Alex Iwobi           |     |     |
|                 | 13 | Samuel Chukwueze     |     | 78e |
|                 | 7  | Ahmed Musa           |     |     |
|                 | 9  | Odion Ighalo         |     |     |
| Remplaçants :   |    |                      |     |     |
|                 | 11 | Henry Onyekuru       |     | 78e |
| Sélectionneur : |    |                      |     |     |
| Gernot Rohr     |    |                      |     |     |

| Assistants : El Hadji Malick Samba Seydou Tiama Quatrième arbitre : Victor Gomes Arbitre vidéo : Pol van Boekel Assistants arbitre vidéo : Janny Sikazwe Zakhele Siwela Homme du Match : Riyad Mahrez |

##### Finale

###### Sénégal-Algérie
| Match 52                                                  | Sénégal | 0 - 1   | Algérie                  | Stade international du Caire Le Caire, Égypte                                               |                                                                                             |
| 19 juillet 2019 · 20:00 UTC+1 · Historique des rencontres |         | (0 - 1) | 2e Bounedjah (Bennacer ) | Spectateurs : 75 000 Diffuseur : ENTV, beIN Sports, Eurosport, TMC Arbitrage : Neant Alioum | Spectateurs : 75 000 Diffuseur : ENTV, beIN Sports, Eurosport, TMC Arbitrage : Neant Alioum |
| 19 juillet 2019 · 20:00 UTC+1 · Historique des rencontres | Rapport |         |                          | Spectateurs : 75 000 Diffuseur : ENTV, beIN Sports, Eurosport, TMC Arbitrage : Neant Alioum | Spectateurs : 75 000 Diffuseur : ENTV, beIN Sports, Eurosport, TMC Arbitrage : Neant Alioum |

|  |         |         |
|  | Sénégal | Algérie |

| :Sénégal        |    |                  |     |     |
|                 |    |                  |     |     |
| Gardien de but  | 23 | Alfred Gomis     |     |     |
|                 | 21 | Lamine Gassama   | 80e |     |
|                 | 6  | Salif Sané       |     |     |
|                 | 8  | Cheikhou Kouyaté |     |     |
|                 | 12 | Youssouf Sabaly  |     |     |
|                 | 5  | Idrissa Gueye    | 79e |     |
|                 | 17 | Badou Ndiaye     |     | 59e |
|                 | 14 | Henri Saivet     |     | 75e |
|                 | 18 | Ismaïla Sarr     |     |     |
|                 | 10 | Sadio Mané       |     |     |
|                 | 9  | M'Baye Niang     |     | 85e |
| Remplaçants :   |    |                  |     |     |
|                 | 15 | Krépin Diatta    |     | 59e |
|                 | 19 | Mbaye Diagne     |     | 75e |
|                 | 11 | Keita Baldé      |     | 85e |
| Sélectionneur : |    |                  |     |     |
| Aliou Cissé     |    |                  |     |     |

| :Algérie        |    |                   |       |     |
|                 |    |                   |       |     |
| Gardien de but  | 23 | Raïs M'Bolhi      |       |     |
|                 | 18 | Mehdi Zeffane     |       |     |
|                 | 4  | Djamel Benlamri   |       |     |
|                 | 2  | Aïssa Mandi       | 90+2e |     |
|                 | 21 | Ramy Bensebaini   | 33e   |     |
|                 | 17 | Adlène Guedioura  | 90+4e |     |
|                 | 22 | Ismaël Bennacer   |       |     |
|                 | 10 | Sofiane Feghouli  |       | 85e |
|                 | 7  | Riyad Mahrez      |       |     |
|                 | 8  | Youcef Belaïli    | 54e   | 84e |
|                 | 9  | Baghdad Bounedjah |       | 89e |
| Remplaçants :   |    |                   |       |     |
|                 | 11 | Yacine Brahimi    |       | 84e |
|                 | 3  | Mehdi Tahrat      |       | 85e |
|                 | 13 | Islam Slimani     |       | 89e |
| Sélectionneur : |    |                   |       |     |
| Djamel Belmadi  |    |                   |       |     |

| Assistants : Evarist Menkouande Nguegoue Elvis Guy Noupue Quatrième arbitre : Eric Otogo-Castane Cinquième arbitre : Waleed Ahmed Ali Arbitre vidéo : Benoît Millot Assistants arbitre vidéo : Bakary Gassama Zakhele Siwela Homme du Match : Raïs M'Bolhi |

Le 19 juillet 2019, l'Algérie remporte la Coupe d'Afrique des nations 2019 contre le Sénégal.
| Coupe d'Afrique 2019 Vainqueur 2019 |
| ----------------------------------- |
| Algérie 2e Titre                    |

## Après la Coupe d'Afrique
| Titulaires : |  |
| |  |
| 23 • Raïs M'Bolhi · 2 • Aïssa Mandi · 4 • Djamel Benlamri 82e · 20 • Youcef Atal · 21 • Ramy Bensebaini · 17 • Adlène Guedioura 67e · 10 • Sofiane Feghouli · 22 • Ismaël Bennacer · 8 • Youcef Belaïli 67e · 7 • Riyad Mahrez 77e · 9 • Baghdad Bounedjah 67e · |  |
| Remplaçants : |  |
| 11 • Yacine Brahimi 67e · 13 • Islam Slimani 67e · 19 • Mehdi Abeid 67e · 6 • Zinedine Ferhat 77e · 5 • Rafik Halliche 82e · |  |
| Sélectionneur : |  |
| Djamel Belmadi |  |

| Titulaires : |  |
| |  |
| 1 • Saturnin Allagbé · 4 • Cédric Hountondji · 6 • Olivier Verdon · 2 • Youssouf Assogba · 12 • David Kiki · 8 • Jordan Adéoti 77e · 18 • Séïbou Mama 38e · 15 • Sessi d'Almeida · 20 • Jodel Dossou 67e · 10 • Mickaël Poté · 9 • Steve Mounié 45e · |  |
| Remplaçants : |  |
| 14 • Cebio Soukou 45e · 7 • Yannick Aguemon 67e · 5 • Tidjani Anaane 77e · |  |
| Sélectionneur : |  |
| Michel Dussuyer |  |

| Titulaires : |  |
| |  |
| 23 • Raïs M'Bolhi · 2 • Aïssa Mandi · 4 • Djamel Benlamri 82e · 20 • Youcef Atal · 21 • Ramy Bensebaini · 17 • Adlène Guedioura 67e · 10 • Sofiane Feghouli · 22 • Ismaël Bennacer · 8 • Youcef Belaïli 67e · 7 • Riyad Mahrez 77e · 9 • Baghdad Bounedjah 67e · |  |
| Remplaçants : |  |
| 11 • Yacine Brahimi 67e · 13 • Islam Slimani 67e · 19 • Mehdi Abeid 67e · 6 • Zinedine Ferhat 77e · 5 • Rafik Halliche 82e · |  |
| Sélectionneur : |  |
| Djamel Belmadi |  |

| Titulaires : |  |
| |  |
| 1 • Saturnin Allagbé · 4 • Cédric Hountondji · 6 • Olivier Verdon · 2 • Youssouf Assogba · 12 • David Kiki · 8 • Jordan Adéoti 77e · 18 • Séïbou Mama 38e · 15 • Sessi d'Almeida · 20 • Jodel Dossou 67e · 10 • Mickaël Poté · 9 • Steve Mounié 45e · |  |
| Remplaçants : |  |
| 14 • Cebio Soukou 45e · 7 • Yannick Aguemon 67e · 5 • Tidjani Anaane 77e · |  |
| Sélectionneur : |  |
| Michel Dussuyer |  |

### Matchs Préparation
| Titulaires : |  |
| |  |
| 1 • Azzedine Doukha 45e · 3 • Mehdi Tahrat · 21 • Ramy Bensebaini · 15 • Ilias Hassani 70e · 5 • Ayoub Abdellaoui 83e · 17 • Adlène Guedioura · 22 • Ismaël Bennacer · 6 • Zinedine Ferhat 66e · 18 • Saïd Benrahma 62e · 11 • Yacine Brahimi 74e · 13 • Islam Slimani · |  |
| Remplaçants : |  |
| 16 • Alexandre Oukidja 45e · 14 • Hicham Boudaoui 62e · 7 • Riyad Mahrez 66e · 20 • Youcef Atal 70e · 8 • Youcef Belaïli 74e · 12 • Ilyes Chetti 83e · |  |
| Sélectionneur : |  |
| Djamel Belmadi |  |

| Titulaires : |  |
| |  |
| 23 • Parfait Mandanda · 7 • Jordan Botaka · 25 • Ava Dongo · 22 • Chancel Mbemba · 14 • Arthur Masuaku · 10 • Paul-José M'Poku · 12 • Wilfred Moke · 13 • Gaël Kakuta 57e · 8 • Neeskens Kebano 72e · 11 • Yannick Bolasie 66e · 17 • Cédric Bakambu · |  |
| Remplaçants : |  |
| 6 • Chadrac Akolo 57e · 18 • Samuel Moutoussamy 66e · 9 • Jackson Muleka 72e · |  |
| Sélectionneur : |  |
| Christian Nsengi |  |

| Titulaires : |  |
| |  |
| 1 • Azzedine Doukha 45e · 3 • Mehdi Tahrat · 21 • Ramy Bensebaini · 15 • Ilias Hassani 70e · 5 • Ayoub Abdellaoui 83e · 17 • Adlène Guedioura · 22 • Ismaël Bennacer · 6 • Zinedine Ferhat 66e · 18 • Saïd Benrahma 62e · 11 • Yacine Brahimi 74e · 13 • Islam Slimani · |  |
| Remplaçants : |  |
| 16 • Alexandre Oukidja 45e · 14 • Hicham Boudaoui 62e · 7 • Riyad Mahrez 66e · 20 • Youcef Atal 70e · 8 • Youcef Belaïli 74e · 12 • Ilyes Chetti 83e · |  |
| Sélectionneur : |  |
| Djamel Belmadi |  |

| Titulaires : |  |
| |  |
| 23 • Parfait Mandanda · 7 • Jordan Botaka · 25 • Ava Dongo · 22 • Chancel Mbemba · 14 • Arthur Masuaku · 10 • Paul-José M'Poku · 12 • Wilfred Moke · 13 • Gaël Kakuta 57e · 8 • Neeskens Kebano 72e · 11 • Yannick Bolasie 66e · 17 • Cédric Bakambu · |  |
| Remplaçants : |  |
| 6 • Chadrac Akolo 57e · 18 • Samuel Moutoussamy 66e · 9 • Jackson Muleka 72e · |  |
| Sélectionneur : |  |
| Christian Nsengi |  |

| Titulaires : |  |
| |  |
| 1 • David Ospina · 23 • Davinson Sánchez 40e · 3 • Óscar Murillo · 4 • Luis Orejuela · 17 • Johan Mojica · 16 • Jefferson Lerma 78e · 8 • Yairo Moreno 45e · 15 • Mateus Uribe 70e · 7 • Alfredo Morelos 70e · 11 • Juan Cuadrado 45e · 19 • Luis Muriel 45e · |  |
| Remplaçants : |  |
| 24 • Luis Sinisterra 45e · 14 • Luis Díaz 45e · 20 • Roger Martínez 45e · 18 • Andrés Ibargüen 70e · 5 • Wílmar Barrios 70e · |  |
| Sélectionneur : |  |
| Carlos Queiroz |  |

| Titulaires : |  |
| |  |
| 23 • Raïs M'Bolhi · 2 • Aïssa Mandi · 4 • Djamel Benlamri · 20 • Youcef Atal 11e · 21 • Ramy Bensebaini 89e · 17 • Adlène Guedioura · 10 • Sofiane Feghouli · 22 • Ismaël Bennacer · 8 • Youcef Belaïli 77e · 7 • Riyad Mahrez 85e · 9 • Baghdad Bounedjah 72e · |  |
| Remplaçants : |  |
| 13 • Islam Slimani 72e · 11 • Yacine Brahimi 77e · 19 • Mehdi Abeid 85e · 5 • Ayoub Abdellaoui 89e · |  |
| Sélectionneur : |  |
| Djamel Belmadi |  |

| Titulaires : |  |
| |  |
| 1 • David Ospina · 23 • Davinson Sánchez 40e · 3 • Óscar Murillo · 4 • Luis Orejuela · 17 • Johan Mojica · 16 • Jefferson Lerma 78e · 8 • Yairo Moreno 45e · 15 • Mateus Uribe 70e · 7 • Alfredo Morelos 70e · 11 • Juan Cuadrado 45e · 19 • Luis Muriel 45e · |  |
| Remplaçants : |  |
| 24 • Luis Sinisterra 45e · 14 • Luis Díaz 45e · 20 • Roger Martínez 45e · 18 • Andrés Ibargüen 70e · 5 • Wílmar Barrios 70e · |  |
| Sélectionneur : |  |
| Carlos Queiroz |  |

| Titulaires : |  |
| |  |
| 23 • Raïs M'Bolhi · 2 • Aïssa Mandi · 4 • Djamel Benlamri · 20 • Youcef Atal 11e · 21 • Ramy Bensebaini 89e · 17 • Adlène Guedioura · 10 • Sofiane Feghouli · 22 • Ismaël Bennacer · 8 • Youcef Belaïli 77e · 7 • Riyad Mahrez 85e · 9 • Baghdad Bounedjah 72e · |  |
| Remplaçants : |  |
| 13 • Islam Slimani 72e · 11 • Yacine Brahimi 77e · 19 • Mehdi Abeid 85e · 5 • Ayoub Abdellaoui 89e · |  |
| Sélectionneur : |  |
| Djamel Belmadi |  |

### Qualifications à la Coupe d'Afrique des nations de football 2021
| Titulaires : |  |
| |  |
| 23 • Raïs M'Bolhi · 2 • Aïssa Mandi · 4 • Djamel Benlamri · 20 • Youcef Atal 84e · 21 • Ramy Bensebaini · 17 • Adlène Guedioura 78e · 10 • Sofiane Feghouli 71e · 22 • Ismaël Bennacer · 8 • Youcef Belaïli 81e · 7 • Riyad Mahrez · 9 • Baghdad Bounedjah · |  |
| Remplaçants : |  |
| 14 • Haris Belkebla 71e · 13 • Islam Slimani 78e · 15 • El Arabi Hilal Soudani 81e · |  |
| Sélectionneur : |  |
| Djamel Belmadi |  |

| Titulaires : |  |
| |  |
| 16 • Toaster Nsabata · 6 • Tandi Mwape · 13 • Stoppila Sunzu · 14 • Kabaso Chongo · 3 • Lawrence Chungu · 8 • Salulani Phiri · 19 • Nathan Sinkala · 17 • Clatous Chama 45e 56e · 22 • Augustine Mulenga 80e · 12 • Justin Shonga · 20 • Evans Kangwa · |  |
| Remplaçants : |  |
| 9 • Mwape Musonda 56e · 10 • Bruce Musakanya 80e · |  |
| Sélectionneur : |  |
| Aggrey Chiyengi |  |

| Titulaires : |  |
| |  |
| 23 • Raïs M'Bolhi · 2 • Aïssa Mandi · 4 • Djamel Benlamri · 20 • Youcef Atal 84e · 21 • Ramy Bensebaini · 17 • Adlène Guedioura 78e · 10 • Sofiane Feghouli 71e · 22 • Ismaël Bennacer · 8 • Youcef Belaïli 81e · 7 • Riyad Mahrez · 9 • Baghdad Bounedjah · |  |
| Remplaçants : |  |
| 14 • Haris Belkebla 71e · 13 • Islam Slimani 78e · 15 • El Arabi Hilal Soudani 81e · |  |
| Sélectionneur : |  |
| Djamel Belmadi |  |

| Titulaires : |  |
| |  |
| 16 • Toaster Nsabata · 6 • Tandi Mwape · 13 • Stoppila Sunzu · 14 • Kabaso Chongo · 3 • Lawrence Chungu · 8 • Salulani Phiri · 19 • Nathan Sinkala · 17 • Clatous Chama 45e 56e · 22 • Augustine Mulenga 80e · 12 • Justin Shonga · 20 • Evans Kangwa · |  |
| Remplaçants : |  |
| 9 • Mwape Musonda 56e · 10 • Bruce Musakanya 80e · |  |
| Sélectionneur : |  |
| Aggrey Chiyengi |  |

| Titulaires : |  |
| |  |
| 23 • Kabelo Dembe · 5 • Simisani Mathumo · 3 • Thatayaone Ditlhokwe · 20 • Tshepo Maikano · 14 • Onkarabile Ratanang · 6 • Gape Gaogangwe 83e · 4 • Mosha Gaolaolwe · 21 • Kaelo Kgaswane 24e · 7 • Kabelo Seakanyeng · 17 • Tlhalefo Molebatsi 70e · 18 • Tumisang Orebonye 57e · |  |
| Remplaçants : |  |
| 11 • Mogakolodi Ngele 24e · 13 • Rudolph Kgaswane 57e · 9 • Kenanao Kgetholetsile 70e · |  |
| Sélectionneur : |  |
| Adel Amrouche |  |

| Titulaires : |  |
| |  |
| 23 • Raïs M'Bolhi · 2 • Aïssa Mandi · 4 • Djamel Benlamri · 20 • Youcef Atal · 21 • Ramy Bensebaini 38e · 17 • Adlène Guedioura · 22 • Ismaël Bennacer 81e · 10 • Sofiane Feghouli · 8 • Youcef Belaïli 73e · 11 • Andy Delort 80e · 13 • Islam Slimani · |  |
| Remplaçants : |  |
| 15 • El Arabi Hilal Soudani 73e · 9 • Baghdad Bounedjah 80e · |  |
| Sélectionneur : |  |
| Djamel Belmadi |  |

| Titulaires : |  |
| |  |
| 23 • Kabelo Dembe · 5 • Simisani Mathumo · 3 • Thatayaone Ditlhokwe · 20 • Tshepo Maikano · 14 • Onkarabile Ratanang · 6 • Gape Gaogangwe 83e · 4 • Mosha Gaolaolwe · 21 • Kaelo Kgaswane 24e · 7 • Kabelo Seakanyeng · 17 • Tlhalefo Molebatsi 70e · 18 • Tumisang Orebonye 57e · |  |
| Remplaçants : |  |
| 11 • Mogakolodi Ngele 24e · 13 • Rudolph Kgaswane 57e · 9 • Kenanao Kgetholetsile 70e · |  |
| Sélectionneur : |  |
| Adel Amrouche |  |

| Titulaires : |  |
| |  |
| 23 • Raïs M'Bolhi · 2 • Aïssa Mandi · 4 • Djamel Benlamri · 20 • Youcef Atal · 21 • Ramy Bensebaini 38e · 17 • Adlène Guedioura · 22 • Ismaël Bennacer 81e · 10 • Sofiane Feghouli · 8 • Youcef Belaïli 73e · 11 • Andy Delort 80e · 13 • Islam Slimani · |  |
| Remplaçants : |  |
| 15 • El Arabi Hilal Soudani 73e · 9 • Baghdad Bounedjah 80e · |  |
| Sélectionneur : |  |
| Djamel Belmadi |  |

## Statistiques

### Temps de jeu des joueurs
| Joueurs                                               |                 |                 |                 |                 |                 |                 |                 |                 |                 |                 |                 |                 |                 |                 |                 |                 |                 |                 |
| Gardiens de but                                       | Gardiens de but | Gardiens de but | Gardiens de but | Gardiens de but | Gardiens de but | Gardiens de but | Gardiens de but | Gardiens de but | Gardiens de but | Gardiens de but | Gardiens de but | Gardiens de but | Gardiens de but | Gardiens de but | Gardiens de but | Gardiens de but | Gardiens de but | Gardiens de but |
| ----------------------------------------------------- | --------------- | --------------- | --------------- | --------------- | --------------- | --------------- | --------------- | --------------- | --------------- | --------------- | --------------- | --------------- | --------------- | --------------- | --------------- | --------------- | --------------- | --------------- |
| Azzedine Doukha (Al-Raed)                             | 90              |                 |                 |                 |                 |                 |                 |                 |                 |                 |                 |                 | 45              |                 |                 |                 |                 |                 |
| Alexandre Oukidja (FC Metz)                           |                 | 90              |                 |                 |                 |                 |                 |                 |                 |                 |                 |                 | 45              |                 |                 |                 |                 |                 |
| Raïs M'Bolhi (Ettifaq FC)                             |                 |                 | 90              | 90              | 90              | 90              | 90              | 90              | 120             | 90              | 90              | 90              |                 | 90              | 90              | 90              |                 |                 |
| Défenseurs                                            |                 |                 |                 |                 |                 |                 |                 |                 |                 |                 |                 |                 |                 |                 |                 |                 |                 |                 |
| Ayoub Abdellaoui (FC Sion)                            | 90              |                 |                 |                 |                 |                 |                 |                 |                 |                 |                 |                 | 83              | 1               |                 |                 |                 |                 |
| Rafik Halliche (Moreirense FC)                        | 90              |                 |                 |                 |                 |                 | 90              |                 |                 |                 |                 | 8               |                 |                 |                 |                 |                 |                 |
| Haithem Loucif (Paradou AC)                           | 90              | Joueur blessé   |                 |                 |                 |                 |                 |                 |                 |                 |                 |                 |                 |                 |                 |                 |                 |                 |
| Ilias Hassani (Al Kharitiyath) (Arda Kardjali)        | 0               |                 |                 |                 |                 |                 |                 |                 |                 |                 |                 |                 | 70              |                 |                 |                 |                 |                 |
| Mohamed Farès (SPAL 2013)                             | 90              |                 | 22              | 75              |                 | 10              | 90              |                 |                 |                 |                 |                 |                 |                 |                 |                 |                 |                 |
| Ramy Bensebaini (Stade rennais) (Borussia M’gladbach) |                 | 90              | 68              | 15              | 90              | 80              |                 | 90              | 120             | 90              | 90              | 90              | 90              | 89              | 90              | 90              |                 |                 |
| Djamel Benlamri (Al-Shabab)                           |                 | 90              | 90              | 90              | 90              | 90              |                 | 90              | 120             | 90              | 90              | 82              |                 | 90              | 90              | 90              |                 |                 |
| Aïssa Mandi (Betis Séville)                           |                 | 90              | 90              | 90              | 90              | 90              |                 | 90              | 120             | 90              | 90              | 90              |                 | 90              | 90              | 90              |                 |                 |
| Youcef Atal (OGC Nice)                                |                 | 90              | 90              | 90              | 90              | 90              |                 | 90              | 30              | Joueur blessé   | Joueur blessé   | 90              | 20              | 90              | 90              | 90              |                 |                 |
| Mehdi Tahrat (RC Lens) (Abha Club)                    |                 |                 |                 |                 |                 |                 | 90              |                 |                 |                 | 5               |                 | 90              |                 |                 |                 |                 |                 |
| Mehdi Zeffane (Stade rennais)                         |                 |                 |                 |                 |                 |                 | 90              |                 | 90              | 90              | 90              |                 |                 |                 |                 |                 |                 |                 |
| Ilyes Chetti (ES Tunis)                               |                 |                 |                 |                 |                 |                 |                 |                 |                 |                 |                 |                 | 7               |                 |                 |                 |                 |                 |
| Milieux de terrain                                    |                 |                 |                 |                 |                 |                 |                 |                 |                 |                 |                 |                 |                 |                 |                 |                 |                 |                 |
| Mohammed Benkhemassa (USM Alger)                      | 22              | 15              |                 |                 |                 |                 |                 |                 |                 |                 |                 |                 |                 |                 |                 |                 |                 |                 |
| Hicham Boudaoui (Paradou AC) (OGC Nice)               | 68              |                 | 16              |                 |                 |                 | 90              | 8               |                 |                 |                 |                 | 28              |                 |                 |                 |                 |                 |
| Youcef Belaïli (ES Tunis) (Al-Ahli SC)                | 90              |                 | 68              | 90              | 74              | 86              |                 | 76              | 120             | 90              | 84              | 67              | 16              | 77              | 81              | 73              |                 |                 |
| Mehdi Abeid (Dijon FCO) (FC Nantes)                   | 90              | 54              |                 | 61              | 20              | 1               | 78              |                 |                 |                 |                 | 23              |                 | 5               |                 |                 |                 |                 |
| Ismaël Bennacer (Empoli) (AC Milan)                   | 90              |                 | 22              | 66              | 90              | 89              | 56              | 90              | 120             | 90              | 90              | 90              | 90              | 90              | 90              | 90              |                 |                 |
| Adam Ounas (SSC Naples)                               | 90              | 24              | 22              |                 |                 | 22              | 74              | 14              | 34              |                 |                 |                 |                 |                 |                 |                 |                 |                 |
| Saïd Benrahma (Brentford)                             |                 | 75              |                 |                 |                 |                 |                 |                 |                 |                 |                 |                 | 62              |                 |                 |                 |                 |                 |
| Victor Lekhal (Le Havre AC)                           |                 | 12              |                 |                 |                 |                 |                 |                 |                 |                 |                 |                 |                 |                 |                 |                 |                 |                 |
| Saphir Taïder (Impact)                                |                 | 90              |                 |                 |                 |                 |                 |                 |                 |                 |                 |                 |                 |                 |                 |                 |                 |                 |
| Sofiane Feghouli (Galatasaray SK)                     |                 | 90              | 90              | 90              | 90              | 90              |                 | 90              | 120             | 90              | 85              | 90              |                 | 90              | 71              | 90              |                 |                 |
| Riyad Mahrez (Manchester City)                        |                 | 90              | 90              | 29              | 90              | 90              | 16              | 90              | 86              | 90              | 90              | 77              | 24              | 85              | 90              |                 |                 |                 |
| Adlène Guedioura (Nottingham Forest) (Al-Gharafa SC)  |                 |                 | 74              | 24              | 70              | 90              | 34              | 82              | 120             | 90              | 90              | 67              | 90              | 90              | 78              | 90              |                 |                 |
| Yacine Brahimi (FC Porto) (Al-Rayyan SC)              |                 |                 | 68              | 75              | 16              |                 |                 |                 |                 |                 | 6               | 23              | 74              | 13              |                 |                 |                 |                 |
| Zinedine Ferhat (Nîmes Olympique)                     |                 |                 |                 |                 |                 |                 |                 |                 |                 |                 |                 | 13              | 66              |                 |                 |                 |                 |                 |
| Haris Belkebla (Stade brestois)                       |                 |                 |                 |                 |                 |                 |                 |                 |                 |                 |                 |                 |                 |                 | 19              |                 |                 |                 |
| Attaquants                                            |                 |                 |                 |                 |                 |                 |                 |                 |                 |                 |                 |                 |                 |                 |                 |                 |                 |                 |
| Oussama Darfalou (Vitesse Arnhem)                     | 63              |                 |                 |                 |                 |                 |                 |                 |                 |                 |                 |                 |                 |                 |                 |                 |                 |                 |
| Zakaria Naidji (Paradou AC)                           | 27              |                 |                 |                 |                 |                 |                 |                 |                 |                 |                 |                 |                 |                 |                 |                 |                 |                 |
| Baghdad Bounedjah (Al Sadd SC)                        |                 | 90              | 74              | 90              | 80              | 90              | 12              | 83              | 78              | 90              | 89              | 67              |                 | 72              | 90              | 10              |                 |                 |
| Islam Slimani (Fenerbahçe) (AS Monaco)                |                 |                 | 16              |                 |                 |                 | 90              |                 | 42              |                 | 1               | 23              | 90              | 18              | 12              | 90              |                 |                 |
| Andy Delort (Montpellier HSC)                         |                 |                 |                 | 15              | 10              | 4               | 90              | 7               | 0               |                 |                 |                 |                 |                 |                 | 80              |                 |                 |
| El Arabi Hilal Soudani (Olympiakos)                   |                 |                 |                 |                 |                 |                 |                 |                 |                 |                 |                 |                 |                 |                 | 9               | 17              |                 |                 |

- Les nombres présents dans chaque case de la matrice représentent le nombre de minutes jouées par le joueur lors de ce match (0 signifie que le joueur est entré pendant le temps additionnel).

### Buteurs
8 buts         
- Baghdad Bounedjah ( Tunisie) ( Burundi) ( Mali) ( Kenya) ( Sénégal) ( Colombie) ( Zambie × 2)

5 buts      
- Riyad Mahrez ( Kenya) ( Guinée) ( Nigeria) ( Colombie × 2)

- Youcef Belaïli ( Mali) ( Sénégal) ( Guinée) ( Zambie) ( Botswana)

3 buts    
- Adam Ounas ( Tanzanie × 2) ( Guinée)

- Islam Slimani ( Tanzanie) ( Bénin) (  RD Congo)

1 but  
- Mehdi Abeid ( Gambie)
- Andy Delort ( Mali)
- Sofiane Feghouli ( Côte d'Ivoire)
- Ramy Bensebaini ( Zambie)
- El Arabi Hilal Soudani ( Zambie)

Contre son camp  (csc)
- William Troost-Ekong

### Passeurs décisifs
5 passes 
- Ismaël Bennacer
  -  Gambie : à Mehdi Abeid
  -  Kenya : à Riyad Mahrez
  -  Guinée : à Riyad Mahrez
  -  Sénégal : à Baghdad Bounedjah
  -  Colombie : à Riyad Mahrez

3 passes 
- Youcef Belaïli
  -  Burundi : à Baghdad Bounedjah
  -  Mali : à Baghdad Bounedjah
  -  Zambie : à Ramy Bensebaini

- Islam Slimani
  -  Tanzanie : à Adam Ounas
  -  Tanzanie : à Adam Ounas
  -  Zambie : à El Arabi Hilal Soudani

- Riyad Mahrez
  -  Mali : à Andy Delort
  -  Colombie : à Baghdad Bounedjah
  -  Zambie : à Baghdad Bounedjah

2 passes 
- Baghdad Bounedjah
  -  Guinée : à Youcef Belaïli 
  -  Colombie : à Riyad Mahrez

- Youcef Atal
  -  Guinée : à Adam Ounas 
  -  Zambie : à Youcef Belaïli

1 passe 
- Sofiane Feghouli
  -  Sénégal : à Youcef Belaïli
- Adam Ounas
  -  Tanzanie : à Islam Slimani
- Ramy Bensebaini
  -  Côte d'Ivoire : à Sofiane Feghouli

### Cartons jaunes
3 cartons jaunes   
- Youcef Atal (24e  Sénégal) (11e  Colombie) (84e  Zambie)
- Ramy Bensebaini (29e  Côte d'Ivoire) (33e  Sénégal) (38e  Botswana)

2 cartons jaunes  
- Sofiane Feghouli (90+3e  Tunisie) (68e  Nigeria)
- Baghdad Bounedjah (42e  Tunisie) (52e  Nigeria)
- Aïssa Mandi (71e  Nigeria) (90+2e  Sénégal)
- Adlène Guedioura (13e  Guinée) (90+4e  Sénégal)
- Ismaël Bennacer (39e  Côte d'Ivoire) (81e  Botswana)

1 carton jaune 
- Adam Ounas (32e  Gambie)
- Djamel Benlamri (20e  Sénégal)
- Hicham Boudaoui (72e  Tanzanie)
- Rafik Halliche (76e  Tanzanie)
- Youcef Belaïli (54e  Sénégal)

## Maillot
L'équipe d'Algérie porte en 2019 un maillot confectionné par l'équipementier Adidas.
| Couleurs | Blanc et vert |           |           |           |           |           |            |
| Marque   | Adidas        |           |           |           |           |           |            |
| Domicile | Domicile 2    | Extérieur | Gardien 1 | Gardien 2 | Gardien 3 | Gardien I | Gardien II |

## Aspects socio-économiques

### Audiences télévisuelles
| Jour de diffusion | Match                  | Compétition                              | Diffuseur                             |
| ----------------- | ---------------------- | ---------------------------------------- | ------------------------------------- |
| 22 mars 2019      | Algérie – Gambie       | Qualifications à la Coupe d'Afrique 2019 | ENTV                                  |
| 26 mars 2019      | Algérie – Tunisie      | Amical                                   | ENTV                                  |
| 11 juin 2019      | Algérie – Burundi      | Amical                                   | Non diffusé                           |
| 16 juin 2019      | Algérie – Mali         | Amical                                   | Non diffusé                           |
| 23 juin 2019      | Algérie – Kenya        | Coupe d'Afrique 2019                     | ENTV BeIn Sports Eurosport Fox Sports |
| 27 juin 2019      | Sénégal – Algérie      | Coupe d'Afrique 2019                     | ENTV BeIn Sports Eurosport Fox Sports |
| 1er juillet 2019  | Tanzanie – Algérie     | Coupe d'Afrique 2019                     | ENTV BeIn Sports Eurosport Fox Sports |
| 7 juillet 2019    | Algérie – Guinée       | Coupe d'Afrique 2019                     | ENTV BeIn Sports Eurosport Fox Sports |
| 11 juillet 2019   | Côte d’Ivoire– Algérie | Coupe d'Afrique 2019                     | ENTV BeIn Sports Eurosport Fox Sports |
| 14 juillet 2019   | Algérie – Nigeria      | Coupe d'Afrique 2019                     | ENTV BeIn Sports Eurosport Fox Sports |
| 19 juillet 2019   | Sénégal – Algérie      | Coupe d'Afrique 2019                     | ENTV BeIn Sports Eurosport Fox Sports |
| 9 septembre 2019  | Algérie – Bénin        | Amical                                   | ENTV                                  |
| 10 octobre 2019   | Algérie – RD Congo     | Amical                                   | ENTV                                  |
| 15 octobre 2019   | Colombie – Algérie     | Amical                                   | ENTV                                  |
| 14 novembre 2019  | Algérie – Zambie       | Qualifications à la Coupe d'Afrique 2021 | ENTV BeIn Sports                      |
| 18 novembre 2019  | Botswana – Algérie     | Qualifications à la Coupe d'Afrique 2021 | BeIn Sports                           |